# Comunicaciones Fútbol Club
El Comunicaciones Fútbol Club, es un club de fútbol guatemalteco con sede en la Ciudad de Guatemala. Milita en la Liga Nacional de Guatemala y juega sus partidos de local en el Estadio Cementos Progreso.
Fue fundado oficialmente bajo el nombre de Club Social y Deportivo Comunicaciones el 16 de agosto de 1949. El club cuenta con treinta y dos Ligas, ocho Copas y diez Campeón de Campeones; a nivel internacional tiene en sus vitrinas dos Copas Fraternidad Centroamericana, una Liga Concacaf y una Copa de Campeones de la Concacaf, colocándolo así como el club guatemalteco con más títulos.
Los colores que identifican al equipo son el negro y el blanco, este último lo empezó a utilizar poco tiempo después de su fundación ya que en sus inicios el uniforme del club era color crema. Su rival histórico es el equipo CSD Municipal, con el que disputa el denominado Clásico chapín, siendo este encuentro el de mayor rivalidad y el de mayor importancia en Guatemala. 
Con la obtención de los títulos de liga consecutivos entre el torneo Apertura 2012 y el torneo Clausura 2015, se convirtió en el primer y único club profesional en Guatemala y segundo de Centroamérica en lograr un hexacampeonato.
En 2009, la FIFA lo catalogó como uno de los clubes «clásicos del mundo», siendo el único equipo guatemalteco con esta distinción que también tienen otros 5 equipos centroamericanos.
Fue reconocido por la IFFHS como el segundo mejor equipo del siglo XX en la zona de la Concacaf junto al Club Deportivo Olimpia de Honduras.

## Historia

### Orígenes (1920 - 1967)
Comunicaciones tiene sus raíces en una lejana oncena futbolística que nació en el antiguo Hospicio Nacional. A principios de la década de los 20, la única distracción de los niños hospicianos era un paseo dominical al Campo Marte, donde tuvieron la oportunidad de ver en acción a los más grandes exponentes de la segunda época del fútbol guatemalteco, tales como Medicina, Hércules, Allies, Militar, entre otros.
Por admiración y asimilación, los muchachos del Hospicio comenzaron a practicar este deporte en el patio del establecimiento, y fue el general José María Orellana, por aquel entonces Presidente de la República, quien les proveyó de todos los implementos necesarios para la práctica del fútbol. De esta forma, en 1924 se forma el primer conjunto que empieza a ganar trofeos desde su inicio. En 1925 ganan la Copa Mariano Gálvez, de 1926 a 1928 ganan tres campeonatos consecutivos en torneos de la secundaria, lo que les vale el ascenso a la Liga Nacional B de la que son campeones invictos en 1929. Pasan a la Liga Mayor A en 1930.
Algunos cambios administrativos en la dirección del Hospicio Nacional traen consigo la prohibición de la práctica del fútbol en las instalaciones del lugar por el daño que se le causaba a estas. El equipo vuelve a presentarse en los campos de Llano de Palomo y Santa Cecilia, a los que el público se presentaba numeroso pues era sabido que, si jugaba el equipo del Hospicio habría buen espectáculo. El Hospicio se había convertido, de paso, en un gran semillero que proveía a los equipos de la Primera División.
En 1936 Jorge Micheo oficializa el equipo llamándolo Hospicio F.C., ganando varios torneos en los campos de Santa Cecilia y Llano de Palomo en las categorías juvenil y escolar. En 1938 es campeón indiscutido en la categoría escolar de escuelas primarias. Para 1940 el conjunto se inscribe en la Tercera División de fútbol ganando de forma invicta el torneo y ascendiendo a la Segunda División. En 1941 el Hospicio gana el campeonato de la Segunda División perdiendo solamente un partido y consigue su ascenso a la Primera División en tan solo dos años.
En 1944 gana la Copa de Guatemala venciendo al Hércules por marcador de 3 a 1. En 1945 empató en el primer lugar con Tipografía Nacional y Municipal por lo que disputó una serie de desempate donde ganó la Copa Coca-Cola. Identificándose con el nombre de Hospicio, dieron vida con el tiempo a una bella obra futbolística, pero en 1947, por razones económicas, cambia el color de su uniforme y su nombre, pasando a llamarse España F.C., nombre con el que permanece muy poco tiempo pero con el cual logra el subcampeonato nacional en 1947 y la Copa Federación en 1949. En este equipo militó el "Tenor de Centroamérica", Gustavo Adolfo Palma, quien era un excelente jugador de fútbol.

### Primeros años (1949 - 1970)
El 16 de agosto de 1949 es obtenida la franquicia por parte del Ministerio de Comunicaciones, Correos y Telégrafos, es así que nace oficialmente el Club Deportivo y Social Comunicaciones por iniciativa del entonces ministro, coronel Carlos Aldana Sandoval. También en ese año se adoptó el color crema en el uniforme, imitando el empleado en aquel entonces por el América de México, por lo que de inmediato el equipo empezó a ser conocido como los "Cremas".
El 7 de agosto de 1949, el equipo jugó su primer partido oficial de la división mayor, empatando a dos goles con el Aurora. Su primer partido internacional se dio solo unos días después, el 16 de agosto de 1949, derrotando al Aduana hondureño en canchas de ese país. En la corta gira, el español José Cases Penadés fue su primer entrenador y acudió con refuerzos de otros equipos a fin de dar una buena imagen del fútbol de Guatemala. Con el entusiasmo de un pasado de buenos jugadores y el impulso de una afición que abarrotaba los estadios, el Comunicaciones empezó a hacerse sentir en la liga de los consagrados.
El club desde un principio fue patrocinado por el Ministerio de Comunicaciones Correos y Telégrafos. Es por ello que el emblema del club lleva los cinco volcanes centroamericanos y sobre ellos un poste con sus característicos cables.

#### El primer tricampeonato
En 1950, Guatemala estrenaba el estadio Mateo Flores, y fue ahí donde 6 años más tarde ante más de 50,000 aficionados, que Comunicaciones alcanzaría su primer campeonato nacional. El recordado "Pinula" Contreras fue el héroe del equipo, al minuto 17 de juego recogió un rebote de pelota en el área de Municipal y convirtió el gol del campeonato. En aquel entonces el guardameta escarlata era Alfonso Vetorazzi. Uno de los destacados en aquel encuentro fue “Pishaco” Lemus, realizando el disparo que Vetorazzi no pudo contener para el gol Crema. El torneo para los Albos fue muy bueno ya que anotaron 43 goles y permitieron 19. Sacaron tres puntos al submonarca que fue la Universidad. Su portero Eduardo “Lora” Morales, fue el menos vencido.
El segundo título del equipo llegó en el torneo de liga 1957-58, evento en el cual solo perdió un partido. Una vez más su artillería fue la mejor, con 38 tantos anotados, mientras que la defensa permitió solo 11 anotaciones. El portero Guillermo Gamboa, con el mote de “La Pantera”, sobresalió bajo los postes. Los Cremas le sacaron una diferencia de siete puntos al Municipal, que fue su más cercano perseguidor. Los Blancos derrotaron en el juego decisivo al Xelajú M.C. en el estadio Mario Camposeco. Los goles del Comunicaciones fueron obra de “Pacha” Duarte, Palomo y “Pinula” Contreras. El equipo base de este título fue el siguiente: Guillermo Gamboa “La Pantera” en el arco, Solares, “Ronco” Wellman, “Chato” Ramírez, Murcia, “Gato” Barrios, “Pinula” Contreras, Fredy “Pingo” Masella, Guillermo Palomo, “Pacha” Duarte, Augusto Espinoza y “Pishaco” Lemus.
Para la temporada 1959-60, el club nuevamente estaba peleando otro título. En el partido final, Hugo “Tin Tan” Peña puso en ventaja a Municipal. Obdulio Pensamiento sirvió a “Pinula” Contreras quien batió al guardameta Moreno Calvo para igualar las acciones. Con esto bastaba para obtener el tercer título, pero Jerónimo Pericullo marcó un tiro de esquina bien aprovechado por Augusto “Culiche” Espinoza. Ese gol ponía un 2 a 1 definitivo y daba a los Cremas su primer tricampeonato.

#### Copa de Campeones de la Concacaf 1962 - El subcampeonato
Por la obtención del tricampeonato de liga, los cremas participan en su primera competencia internacional oficial, ya que un año antes participaron en el Campeonato Centroamericano 1961 donde quedaron en primera ronda siendo eliminados por el Águila de El Salvador por un marcador global de 3-2. Ya en la Copa de Campeones del siguiente año, los albos tomaron revancha y eliminaron al conjunto salvadoreño por un global de 2-1; en el primer juego empataron 1-1 (Guillermo Palomo anotó al minuto 7 el primer gol en la historia del torneo) y en la vuelta lo ganarían por 1 a 0. En la segunda ronda eliminaron al Alajuelense de Costa Rica, vigente campeón del Campeonato Centroamericano por un resultado de 3-1 a favor y 3-2 en contra y en la final del torneo enfrentarían al Guadalajara mexicano donde en la ida en el Estadio Mateo Flores de la Ciudad de Guatemala perdieron por un gol y en la vuelta jugada en el Estadio Jalisco de Guadalajara el equipo mexicano venció al cuadro chapín por un escandaloso 5-0, logrando así su primer subcampeonato en el máximo torneo de clubes de la confederación.

#### Amistosos de primer nivel y el cuarto título
En el mes de febrero de 1960 el Botafogo de Río de Janeiro, subcampeón del fútbol de Brasil, enfrentó al Comunicaciones en el Estadio Autonomía, llevándose el triunfo los cariocas por 2 a 0. Entre sus estrellas brillaron Zagallo y Amarildo Tavares. En el mes de enero de 1961, el equipo fue visitado por el Independiente de Argentina en un estadio totalmente abarrotado por aficionados Albos, el partido se perdió por 3-0 y los Diablos Rojos de Avellaneda dejaron una gran impresión. En ese entonces, el club era dirigido provisionalmente por el técnico uruguayo Rubén Amorín.
El 20 de agosto del mismo año, cinco días después de la celebración del 12 Aniversario de fundación del club, los Albos se enfrentaron al Real Madrid, en el estadio Mateo Flores. El partido terminó con un 4 a 0 a favor del equipo de España. Algo ha destacar es que Comunicaciones es el único equipo guatemalteco que ha jugado contra el Real Madrid, entre los jugadores que enfrentó se encontraban Paco Gento, Ferenc Puskás, Héctor Rial y Alfredo Di Stéfano.
Después de una mala racha de ocho años sin título donde hubo cambio de jugadores y entrenadores, los Cremas conquistan su cuarto título en la temporada 1968-69. Luego de una impecable campaña, el equipo integrado por Julio Rodolfo “Nixon” García, Arturo McNish, Molina, Hugo "Tin tan" Peña, Henry y David Stokes, Luis y René Villavicencio, Hugo y Edwin Torres, Hernán “Clavito” Godoy, Héctor “El Rey” Tambasco, Carlos Ruano y Rivas, se corona en un Mateo Flores completamente lleno con más de 45,000 personas y en el juego final ante el Aurora, da su cuarta vuelta olímpica. Fue una temporada llena de goles para los nuevos campeones al jugarse a un sistema de tres vueltas. Los Albos anotaron en los 27 juegos la cantidad de 74 goles. El goleador del certamen fue el chileno Hernán Godoy del once Crema, quien totalizó 18 dianas. En el torneo de ese año el equipo logró una racha de dieciocho juegos sin conocer la derrota.
Con la llegada de Raúl García Granados a la presidencia, en la temporada 1969-70 el Comunicaciones integra a sus filas a uno de los más recordados jugadores extranjeros en la historia del club: Omar Larrosa, quien se consagraría campeón del mundo jugando con la Argentina en el Mundial del 78 frente a la Holanda, rompiendo así el esquema de utilizar solo jugadores nacionales. Otro recordado jugador gaucho fue el defensor Juan Carlos Guzmán.

#### Copa de Campeones de la Concacaf 1969 - El subcampeonato
Los cremas participan por segunda ocasión en la Copa de Campeones de la Concacaf. En la primera ronda derrotaron por un 4-0 a la Universidad Centroamericana de Nicaragua, en la ronda siguiente derrotaron al Águila salvadoreño por un marcador global de 7 a 4 y en la final enfrentaron al Cruz Azul de México, en la ida hubo un empate sin goles y en la vuelta jugada en el Estadio Azteca, el equipo mexicano venció a los cremas por 1-0, logrando así su último subcampeonato en la competición.

### Década de 1970: Llegan los títulos internacionales

#### El Segundo Tricampeonato y la Copa Fraternidad Centroamericana
Para el año 1970 bajo el mando del peruano Walter Ormeño, los Cremas ganan su tercera Copa de Guatemala y se coronan en la liga por quinta ocasión. Del 6 de diciembre de 1970 al 14 de febrero de 1971, disputan la primera edición de la Copa Fraternidad Centroamericana y levantan su primer título internacional después de quedar subcampeones en las ediciones de 1962 y 1969 de la Copa de Campeones de la Concacaf, quedó primer lugar en la tabla hexagonal del certamen, sus rivales fueron los equipos de Cementos Novella también de Guatemala, Herediano y Saprissa de Costa Rica y los salvadoreños Atlético Marte y Alianza. Esto lo convirtió en el primer equipo guatemalteco en levantar un título de carácter internacional.
En 1971 los Albos consiguen su sexto título en el estadio Mario Camposeco de Quetzaltenango, en un partido empatado a un gol. Hubo tres grandes satisfacciones para el equipo en la obtención de esta corona: ser la mejor delantera con 35 goles anotados, la portería menos ofendida con 11 y el haber perdido solo un encuentro de los 18 disputados. Su líder goleador fue el argentino Héctor Tambasco y una vez más brilló en su meta “Nixon” García.
El segundo tricampeonato llega en 1972, siendo además el séptimo título nacional para el equipo. Ese año los Cremas ganaron también el título de Copa y el Campeón de Campeones. La estrella del equipo fue el argentino León “El Pájaro” Ugarte. En aquel armado actuaban Tonito Galán en el arco, René de León, Luis Valle, Gilberto Fernández, Nelson "El lobito" Melgar, Edgar "El Campeón" Bolaños, Salazar, Peter Sandoval, Luis y René Villavicencio, Hugo Torres, “Cohete” Mendoza, Balboa y Rodríguez. El equipo nuevamente tuvo la meta menos humillada, ahora con Antonio Galán.
En 1975 llegan Héctor “El Bambino” Veira y Jorge Garello. Veira hizo goles inolvidables, dos en su debut ante Municipal y uno en la final ante Aurora, siendo este una auténtica obra de arte en la que empleó el pecho, la rodilla y una chilena impecable. En esa temporada, Aurora y Comunicaciones protagonizaron un juego fuera de serie, en un estadio a reventar, Comunicaciones necesitaba solo empatar para ser campeón, sin embargo, el Aurora se impuso 5 a 4 en tiempo normal. En 1976 el club ganó la fase de clasificación, pero en la hexagonal fue segundo.

#### El Gran Invicto
Del 21 de marzo de 1976 al 9 de marzo de 1977, el Comunicaciones dirigido por Rubén Amorín impuso en el fútbol de Guatemala un largo y prolongando invicto de 44 partidos sin perder, marca que no ha podido superar ningún otro equipo guatemalteco hasta el momento. La racha empezó con el 2 a 1 propiciado al Club Cartaginés de Costa Rica en la Copa Fraternidad 1976 y terminó cuando Municipal venció a Comunicaciones con un 1 a 2 en la Copa Fraternidad Centroamericana 1977 casi un año después. En la clasificación de 1976 los Cremas no perdieron ni un solo juego de sus 26 compromisos y en la definición por el título a una sola vuelta finalizaron invictos, sin embargo, terminaron en la segunda posición por lo que no se pudieron coronar a pesar de la gran campaña realizada.

#### La Octava Liga (1977/78)
El octavo trofeo de liga llegó en el campeonato de 1977/78. Los Cremas encabezaron la fase de clasificación de su grupo, donde de seis equipos, solo la mitad avanzó. En la definición octagonal, el Comunicaciones una vez más saboreó las mieles del triunfo al haber finalizado invicto en 14 juegos.

#### Copa de Campeones de la Concacaf 1978 - El campeonato
Después ganar la liga número 8, obtienen el derecho de disputar la Copa de Campeones de la Concacaf 1978 donde aceptan ir y ahí jugarían todos sus encuentros a eliminación directa en la Zona Centroamericana. En primera ronda, vencen al CD Once Municipal de El Salvador por un marcador de 3 a 1 en el Estadio Mateo Flores y en la vuelta en el Estadio Cuscatlán, por 2 goles a 1 avanzando a la segunda ronda, ya allí, los Cremas dejarían en el camino a su archirrival CSD Municipal, el primer juego acabó 2-0 y en el segundo 0 a 0, obteniendo su boleto a la tercera ronda. Ya ahí, se midieron al Deportivo Saprissa de Costa Rica, que venía de ganar esa ronda el año anterior, los albos salieron victoriosos ya que ganaron ambos juegos 1-0 y 2-0. Después de esos 6 partidos, los Cremas esperarían en las semifinales del torneo al vencedor de la Zona Norteamericana, los Leones Negros UDG de México y de ganar los dos encuentros, se enfrentarían en también en la gran final al Defence Force de Trinidad y Tobago, quien era vencedor de la Zona del Caribe; pero esos partidos no se pudieron jugar debido a problemas administrativos y desacuerdo de fechas para los juegos, por lo que los 3 clubes fueron declarados campeones.
El histórico cuadro base de los Albos que participaron en el  torneo tendría grandes jugadores quienes fueron el portero Ricardo Piccinini, los defensas Allan Wellman, Juan Pérez Monge, Luis Villavicencio, Augusto Ortiz Obregón, Octavio López, los mediocampistas Edgar Bolaños, Édgar Toledo, Guillermo Dubón, René Morales y los delanteros Byron Pérez, Edgar González, Peter Sandoval, Félix McDonald, Oscar Sánchez Rivas y Ramón Zanabria, todos dirigidos por el técnico uruguayo Rubén Amorín. De esta forma, el club obtuvo su primera y única presea al momento en la competición, última copa de un equipo chapín y su segunda de carácter internacional.

### Década de 1980
Ocho equipos calificaron a la fase final de la temporada 1979-80 y por segunda vez en la historia, tres conjuntos terminaron igualados. Para el desempate se disputó un triangular a dos vueltas, donde el Comunicaciones superó a sus adversarios del Cobán Imperial y Municipal. En una noche mágica para el hincha Albo, Byron Pérez y el peruano Tito Morinaga marcarían para derrotar a los Rojos por 2 a 1 en el último partido.
El 13 de diciembre de 1981 los Cremas logran adjudicarse su décimo título de liga de la mano del técnico Jorge Lainfiesta, al vencer al Galcasa de Villa Nueva en el estadio Glidden y luego de superar por seis puntos al Xelajú en el octogonal final. El cuadro de esa época fue realmente memorable incluyendo a jugadores como Ricardo Jerez, Juan Pérez Monge, Allan Wellman, Augusto Ortiz Obregón, Sergio Rivera "Riverita", “Chana” Fernández, Oscar Hernández Girón, Oscar “Conejo” Sánchez, Félix McDonald, Edgar “Campeón” Bolaños, Víctor Hugo “Aguado” Méndez, Byron Pérez y Ramón Alberto Ramírez.
Para el año 1982, el plantel Albo sigue firme y en dos juegos finales pelea el título ante CSD Suchitepéquez. El partido de ida termina igualado a uno en el estadio Carlos Salazar Hijo de Mazatenango con goles de Ramírez por parte del cuadro Crema y De la Roca por los locales. Para el encuentro de vuelta, un impecable cabezazo del “Tanque” Ramírez a centro del “Aguado” Méndez significaría el título número once para la institución.

#### El tercer título internacional y la duodécima liga
Luego de doce años del primer título internacional, los Blancos hicieron suya la Copa Fraternidad Centroamericana por segunda ocasión en su edición de 1983, dirigidos por el entrenador argentino Salvador Pericullo, el club Albo se impuso de nuevo como el campeón de Centroamérica luego de superar la primera ronda ante el Once Lobos de El Salvador y los Venados del Suchitepéquez, se coronaría en una Triangular Final venciendo al Aurora y al Águila salvadoreño (le propinó un escandaloso 7-1), aunque Comunicaciones igualaría el primer lugar del Triangular con 4 puntos con Aurora, así que se tuvo que hacer un partido "final" para definir al campeón, los Cremas ganarían por un resultado de 3-2 con goles de Jorge 'la Chana' Fernández, Benjamín Monterroso y Oscar Sánchez, este último anotaría el definitivo en el tiempos extra y con eso alzarían la copa.
En la campaña 1985 el equipo termina segundo en la fase regular con 30 puntos y califica al hexagonal final donde acaba igualado a 14 puntos con el Juventud Retalteca. Se juega un solo encuentro de desempate por el cetro en el estadio Verapaz de Cobán, donde los Albos se imponen a los Retaltecos por marcador de 1 a 0, para llevarse a sus vitrinas su liga número doce bajo el mandato del técnico paraguayo Ranulfo Miranda. El goleador del torneo fue Ramón Alberto Ramírez con 14 anotaciones. El 21 de febrero de 1986 el Comunicaciones vence nuevamente al Juventud Retalteca por un marcador de 3 a 1, esta vez disputando el trofeo de Campeón de Campeones.

### Década de 1990

#### El decimotercer título 1990-1991
Luego de una sequía de cinco años nuevamente el equipo Crema consigue el título nacional, el número trece de su historia. Es dirigido durante todo el torneo por el exjugador Carlos Enrique “Ronco” Wellmann y en el partido final por don Walter Ormeño, por lo cual el triunfo es compartido.
Dicho campeonato se logra luego de las tres vueltas del torneo oficial en su fase de clasificación 1990-91, donde Comunicaciones fue el primero, lo cual le da el derecho a jugar un emocionante encuentro final frente Municipal, que fue primer lugar de la hexagonal final.
Con un marco de más de 40,000 personas el Estadio Mateo Flores lucía totalmente lleno para un único encuentro por la disputa del trofeo.
Un cuadro crema repleto de figuras de grata recordación para la afición, entre los que participaron: Ricardo Jerez, Carlos “el búfalo” Vásquez, Julio “el brujo” Ortiz, Eduardo Acevedo, Leonel Contreras, Iván León, Néstor Pereira, Martín Di Luca, Axel Reyes Carrillo, Raúl Chacón, Dionel Bordón y Jorge Vargas. El primer tanto cae al minuto 20 luego de una escapada por la banda de Bordón, quien centra a Jorge Aníbal Vargas, que dispara y es rechazado por Piccinini, con tan mala fortuna que el rebote queda en los pies de Pereira, quien convierte el primer tanto crema.
Ocho minutos después en una jugada iniciada nuevamente por Bordón, Vargas es derribado en el área y se marca penal. Al cobro Dionel Bordón, quien anota el 2 a 0 a favor del cuadro blanco.
El tercer tanto llega al minuto 53, luego de una descolgada de Vargas sobre el lateral derecho, centra para que nada más le ponga el botín derecho Bordón y de esta forma acrecentar un resultado ya abultado. El cuadro munícipe descuenta por medio de Erwin Dónis y de penal Félix McDonald.
Faltando ocho minutos para finalizar el encuentro Raúl Chacón levanta la vista y centra hacia Bordón quien a la entrada del área grande con disparo rasante vence por cuarta vez al portero rojo y pone el definitivo 4 a 2 con el que termina el encuentro y desata la celebración de toda la Hinchada Crema. Cabe destacar que el portero albo, Ricardo Jerez, alcanza por quinta vez el título de menos vencido en campeonatos de liga.

#### Recopa de la Concacaf - El subcampeonato
También en noviembre de 1991 disputan por única vez la Recopa de la Concacaf, donde quedan subcampeones solo por la diferencia de goles ante el CD Atlético Marte de El Salvador. En ese torneo en la Zona Centroamericana hicieron grandes partidos como el 15-0 que le propinaron al Real Estelí de Nicaragua o el empate a 3 goles contra el Saprissa. Ya en la fase final del torneo jugado en Ciudad de Guatemala, los cremas hacen empates a 1-0 y 1-1 contra Racing Gonaives de Haití y los Leones Negros UDG y en el último juego ante el Atlético Marte lo ganan un gol por cero pero el equipo salvadoreño consiguió mejor diferencia de gol y por eso se consagraron como subcampeones en enero de 1992.

#### El decimocuarto título 1994-1995
El título catorce de la historia Crema llega en el Torneo 1994-1995, luego de un paso arrollador en la etapa de clasificación y hexagonal final. Un renovado grupo de jugadores conforman la plantilla, dirigidos por el técnico Argentino Juan Ramón “la bruja” Verón. Ricardo Jerez al arco, una saga defensiva comandada por el paraguayo Germán Vergara, Jorge “el indio” Pérez, Eduardo Acevedo, el medio campo con el juvenil Martín Machón, Jorge Rodas, Carlos Castañeda y Eddy García y en la delantera los letales Julio Rodas, Edgar “el camarón” Arriaza y la dupla Hondureña de Jorge Arturo “el pando” Arriola y Milton Omar “tyson” Núñez.
El día 22 de abril de 1995 con un lleno total en la máxima instalación del fútbol de Guatemala, Estadio Mateo Flores; un nuevo clásico definirá quien será el campeón del torneo en la penúltima fecha de la hexagonal final.
El primer gol blanco llega al minuto 8 con un fuerte disparo de “Tyson”, luego de recibir un pase de su compatriota Jorge Arriola, anotación que presagiaba desde ya una avalancha blanca. El 2 a 0 llega al minuto 39 por intermedio de Julio Rodas, quien recibe un balón en solitario de un tiro de esquina. Cinco minutos después al 44, un balón que no pudo despejar la saga de Municipal es tomado por Milton Núñez quien hace el pase a Arriola y de esta forma concreta el 3 a 0 con el que finaliza el primer tiempo.
En el segundo tiempo el dominio del once Crema es abrumador y al minuto 53 desde larga distancia el mediocampista blanco Eddy García vence nuevamente al arquero Hurtarte de Municipal y de esta forma el marcador se coloca con un aplastante 4 a 0.
La tapa al pomo la coloca el defensa Jorge Pérez quien proyectado al ataque define y coloca el marcador final de 5 a cero a favor de los albos. Luego del pitazo final el estadio se convierte en una verdadera fiesta del pueblo Albo.

#### Copa de Campeones de la Concacaf 1996 - Tercer Lugar
En este torneo, influyentemente consiguieron muy buenos resultados. En la primera ronda del torneo, en el Grupo 3, eliminaron al Cosmos FC de Panamá 4-0 y 2-0. Derrotaron al C.S.D. Sacachispas del mismo país de Guatemala 2-1 y 3-0. Y finalmente golearon y empataron 7-0 y 1-1 con el Juventus de Belice.
Así fue que pasaron a la ronda final, que no hicieron ninguna mala actuación, ya que se enfrentaron al Seattle Sounders el cual derrotaron 2-0, empataron con el Necaxa 3-3 y perdieron con el Cruz Azul 2-1. Todos los partidos se jugaron en la Ciudad de Guatemala. Con 4 puntos lograron conseguir el tercer puesto del torneo, algo que no se había conseguido luego de mucho tiempo.

#### El decimoquinto título 1996-1997
Jorge Aude, uruguayo; Ricardo Piccinini, argentino nacionalizado guatemalteco y Luis Paz Camargo, brasileño, no pudieron colocar al Comunicaciones en la primera posición de la fase de clasificación del torneo de liga, edición 1996-97, y tuvieron que conformarse con una segunda posición.
Al rescate llegó para la hexagonal el técnico uruguayo residente en México, Carlos Miloc apodado por los hinchas albos como el Maestro, quien sí colocó a los albos en el primer puesto de la Hexagonal, y a disputar la Gran final ante Aurora, que fue el primer lugar de la clasificación. La final se disputó a 2 partidos por la corona. Una vez más el Club Comunicaciones alcanzó el título nacional con sendas victorias de 2-0 y 3-1.

#### El decimosexto título 1997-1998
El título número dieciséis y bicampeonato llega de la mano del Director Técnico Juan Ramón Verón, quien logra a lo largo de todo el Torneo un total de 71 puntos con lo cual antes de finalizar la Hexagonal final se corona campeón en el encuentro contra Deportivo Suchitepéquez que gana el blanco 1 gol a 0, tanto anotado por el costarricense Mauricio Wright.
La plantilla de Comunicaciones se compone en este torneo de la siguiente manera: Edgar Estrada, Erick Miranda, Eduardo Acevedo, Rigoberto Gómez, Juan Manuel Funes, Edwin Westphal, Engenvert Herrera, Claudio Rojas, Ivan “el chino” de León, Miguel Coronado, Nelson “titi” Cáceres, Manolo Callén, Jorge Rodas, los hondureños Nicolás Suazo; Milton Núñez y los costarricenses Mauricio Wright, Jewinson Benett, Floyd Guthrie y el goleador del equipo con 11 tantos Rolando Fonseca.

#### El decimoséptimo título 1998-1999 - Tercer tricampeonato
Comunicaciones obtuvo el título venciendo al Archirrival Municipal por 1-0 y se adjudicó el tricampeonato del fútbol profesional de Guatemala, aun cuando hacían falta dos jornadas para el fin de la hexagonal por el título.
La victoria crema fue conseguida gracias al gol del ariete Julio Rodas, que venció el arco rival al minuto 49 tras recibir dentro del área un pase del costarricense Rolando Fonseca.
Es la tercera vez que Comunicaciones obtiene un tricampeonato, que además le da el décimo séptimo título de sus 50 años de historia, que se cumplen en 1999.
El gran "clásico de clásicos" del fútbol guatemalteco se celebró en el estadio de La Pedrera, de la capital guatemalteca, en medio de fuertes medidas de seguridad para evitar brotes de violencia entre la Porra de Municipal y la barra de los Albos.
El triunfo cierra la arrolladora campaña de Comunicaciones, que ganó la fase de clasificación y, de la mano del técnico uruguayo Carlos Miloc, terminó como líder absoluto de la fase final.

#### El decimoctavo título 1998-1999 - Primer tetracampeonato
Los cremas no pudieron estar en la primera fila de los clasificados y fueron los segundos. Su primer entrenador fue el brasileño nacionalizado costarricense Alexandre Guimaraes, quien sólo duró cinco fechas y fue despedido después de una terrible participación en el Torneo Grandes de Centroamérica en Honduras.
Llegó al rescate el argentino Carlos Ruiz, pero nuevamente fue llamado de emergente Carlos Miloc por el presidente de Comunicaciones Roberto Arzu, quien de nuevo con su presencia le devolvió la esperanza a los hinchas albos de lograr el histórico tetra.
El partido de la conquista del Tetracampeonato se realizó 19 de diciembre de 1999, y sucedió de la siguiente manera:
La final se disputó ante el archirrival Municipal, en partido de ida y vuelta. Un duelo entre los técnicos Flavio Ortega y Carlos Miloc. El primer partido se realizó el miércoles 15 de diciembre de 1999, con empate a un gol, siendo los blancos locales, por lo cual en el partido de vuelta Municipal entró al juego con la ventaja del gol de visita.
Al '36 se dio el gol de Municipal por parte del Paraguayo Rolando Benítez. Comunicaciones entonces tenía todo en contra pero al '48 la única llegada del equipo albo se concretó por medio de asistencia de Julio Rodas hacia el jugador de Sierra Leona, Abdul Thompson el cual anotó el gol del empate ante Walter Hurtarte.
Al segundo tiempo, el equipo albo entró a la cancha dispuesto a cambiar la historia y de la mano de Carlos Miloc, al '55 Ronald González anotó el gol del Tetracampeonato mediante un rechazo del arquero Hurtarte.
Goles: Rolando Benítez 39 (M) – Abdul Thompson 48 (C) Ronald González 55 (C)
Así alinearon los tetracampeones cremas:
- Edgar Estrada
- Floyd Guthrie
- Ronald González
- Marcelo Saraiva
- Jorge Pérez
- Guillermo Molina
- Juan Manuel Funes
- Erick Miranda
- Jorge Rodas
- Julio Rodas
- Abdul Thompson (Everaldo Valencia, 58')

Director técnico : Carlos Miloc .

### El nuevo siglo

#### Tiempos difíciles para los técnicos en Comunicaciones
El turno llegó luego para Alberto Aguilar, que lo hizo en el Torneo Clausura dirigiendo solo tres juegos, ganó dos y empató uno. Al relevo llegó Héctor Eugui, quien solo estuvo cinco encuentros, con dos victorias, mismo número de empates y una derrota.
Correspondió posteriormente el turno al peruano Walter Ormeño, en el Clausura 99-2002, con más juegos dirigidos porque lo hizo en un torneo completo. Ganó 15, no empató y perdió tres; cabe señalar que el equipo hizo una buena labor en la clasificación, pero perdió el título y fue despedido.
El argentino Carlos De Toro fue otro que dirigió poco tiempo, apenas diez juegos, ganó siete, empató tres y no perdió, pero su salida se debió al pésimo papel en la Copa Interclubes de la Uncaf del 2000.

#### El segundo mejor de la Concacaf del siglo 20
La IFFHS decidió establecer el club de siglo de Norte y Centro América (incluyendo el Caribe) y el ranking continental del el siglo (1901-2000), a partir de los resultados de cada partido de la última ronda de las competiciones de clubes continentales.
La década de los 60 y 70 estuvo dominada por Deportivo Saprissa de Costa Rica y El Club Comunicaciones de Guatemala, los cuales también comandaron la clasificación continental en 1980.

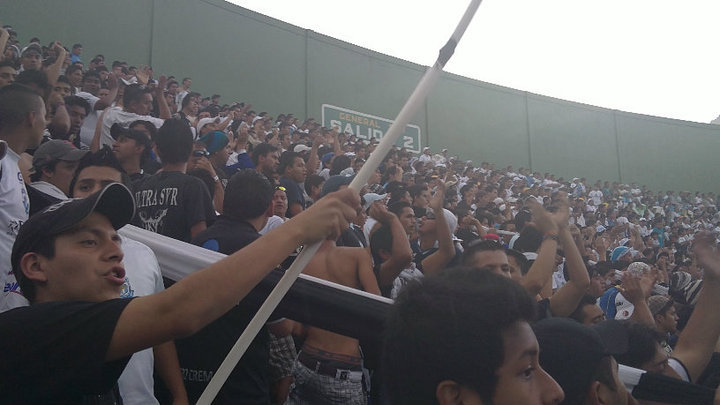
Hinchada durante un partido de hexagonal final frente a Marquense.

Los cinco mejores en el año 1990 eran los siguientes: Saprissa, Comunicaciones, Olimpia, los Pumas UNAM y Transvaal.
El Deportivo Saprissa de Costa Rica se convirtió en Club del Siglo de Norte y Centro América, en segundo lugar el Club Comunicaciones de Guatemala empatado con el Olimpia de Honduras.
| N.º | Club               | País       | Puntos |
| --- | ------------------ | ---------- | ------ |
| 1   | Deportivo Saprissa | Costa Rica | 187,00 |
| 2   | Comunicaciones FC  | Guatemala  | 129,25 |
| 2   | CD Olimpia         | Honduras   | 129,25 |

### 2000

#### El decimonoveno título Torneo corto 2000
Comunicaciones consiguió el título en una Final inédita ante Antigua Guatemala. El primer juego se disputó en el Estadio Pensativo de Antigua y en el cual Comunicaciones derrotó 0-4 al equipo de Antigua. En el juego de vuelta que se disputó en el estadio Nacional Mateo Flores el cuadro Antigüeño terminó ganando por marcador de 2-3, A pesar del resultado el Club Comunicaciones ganó el título número diecinueve con un global de 6-3, desatando la celebración entre sus seguidores.

#### Copa Interclubes de la Uncaf 2001
En esta edición del torneo, quedaron segundos y pasaron a la siguiente ronda, derrotando a Tauro de Panamá 2-1, Empataron con el Motagua 0-0 y perdieron con el Saprissa 2-1.
Pasaron a la siguiente ronda donde perdieron contundentemente contra Municipal, Saprissa y Olimpia. Quedaron cuartos en el torneo oficialmente.

#### Copa Gigantes de la Concacaf 2001
En el torneo de la Concacaf del año 2001, se realizó una reestructuración, este fue el primer y el último torneo en jugarse, la mayoría de equipos fueron clasificados por la gran alta tasa de aficionados en sus estadios.
Comunicaciones participó en la ronda preliminar donde derrotó 4-0 al Motagua y empataron 1-1 en el partido de vuelta. Con el partido ganado, clasificaron a la segunda fase.
En la segunda fase derrotaron en los cuartos de final, en un resultado histórico para el equipo derrotaron 3-1 a las Chivas del Guadalajara y en el partido de vuelta empataron 1-1. En las semifinales perdieron lastimosamente 2-1 contra el D.C. United en una serie de un solo partido.
Luego jugarían por el tercer lugar del torneo, en el cual perdieron contra el Saprissa 3-1 y se quedaron en el cuarto puesto del torneo.

### 2002

#### El vigésimo título clausura 2002
Los cremas buscaron el bicampeonato, pero en el Reordenamiento 2001 Cobán Imperial los apeó del sueño. No fue hasta el Clausura 2002 cuando un gol de Mario Rodríguez al minuto 38’ acercó aún más a los cremas al título. La ida se ganó 2-1 con goles de Everaldo Valencia y Fredy Thompson, la vuelta se empató a uno en el Mateo Flores y Comunicaciones se coronó campeón con la dirección de Horacio Cordero.

#### Copa Interclubes de la Uncaf 2002
En esta edición del torneo, acabaron primeros en su grupo, derrotaron a San Marcos de El Salvador 6-0 y a Santos de Costa Rica 3-0. Fueron goleados 4-1 contra Municipal. Igualmente clasificaron a la siguiente ronda del torneo con 6 puntos y mejor diferencia de goles.
En la siguiente fase que participarían los mejores de cada grupo. Quedaron últimos y no consiguieron ni un punto. Fueron derrotados por Árabe Unido, Motagua y Alajuelense (Uno de los peores resultados en su historia internacional) 5-0. Quedaron en el cuarto puesto. Se repetía la misma historia del año pasado.

#### Copa de Campeones de la Concacaf 2002
En este torneo pudieron derrotar al D.C. United de Estados Unidos 4-0 en Guatemala y en Estados Unidos perdieron 2-1, igualmente se hicieron con la clasificación a la siguiente ronda.
En la siguiente ronda, se enfrentaron a Alajuelense, el cual en Guatemala perdieron 3-2 y en Costa Rica 3-0, cerrando su participación el torneo.

### 2003

#### El vigésimo primer título Apertura 2003
En semifinales Comunicaciones superó a Antigua GFC, lo que le permitió jugar la final Cobán Imperial. En la ida, un empate a cero dejó todo para definir en la vuelta. Como dato curioso se puede decir que la ida fue el primer partido de Liga Nacional en ser transmitido en lengua kekchí a todas las verapaces. El juego de vuelta se jugó el 15 de junio en el Estadio Cementos Progreso. Cobán Imperial se adelantó en el marcador al 44’ cortesía de Sergio Morales, pero Ariel Macía puso el empate 1-1 al 55’. Un minuto después Jorge Dos Santos puso adelante otra vez a los cobaneros con marcador de 2-1, y ya en tiempo de reposición, en el minuto 93 apareció el costarricense Johnny Cubero para empatar el partido con asistencia de Hernán Sandoval. En tiempo extra, Diego Latorre con gol de tiro libre le daba el sufrido título a los Albos.

#### Copa Interclubes de la Uncaf 2003 - El Subcampeonato
El club hizo su paso por el torneo y quedaron segundos en su grupo B, al derrotaron 4-0 al Árabe Unido de Panamá y derrotar 3-0 al San Salvador y perdieron 2-1 con Municipal. En las semifinales se midieron otra vez con Municipal pero la historia sería muy diferente, ya que los derrotaron en penales (4-2).
En la final en Los Angeles Memorial Coliseum, perdieron la final contra su rival centroamericano el Saprissa 3-2, ganando el subcampeonato y perdiendo la oportunidad de otro título internacional.

#### Copa de Campeones de la Concacaf 2003
En esta edición se quedarían en los octavos de final, al conseguir sorpresivamente derrotar al Monarcas Morelia 1-0 en Guatemala en el partido de ida pero perdieron 4-0 en la vuelta en México, y perdieron la oportunidad de poder seguir participando en la siguiente etapa del torneo.

### 2004-2007
Luego de no cosechar ningún título en el año 2004, en el Apertura 2005 Comunicaciones se armó hasta los dientes con la idea de parar a los Rojos. Contrato a varios jugadores extranjeros y los nacionalizó. Entre ellos estuvo Ricardo González (Costa Rica), Maurico Solís (Costa Rica), Carlos Pavón (Honduras), Rolando Fonseca (Costa Rica), y Milton Núñez (Honduras) además de los nacionalizados que ya tenía, Johnny Cubero (Costa Rica) y Rigoberto Gómez (Honduras). Encima mantuvo a tres extranjeros, Julio Medina III (Panamá), Jorge dos Santos (Brasil), y Fabián Pumar (Paraguay).
Las reglas dictaban que se podían tener solo 3 extranjeros, pero el equipo tenía 11 gracias a 8 nacionalizados. Las reglas se cambiarían en algún momento para no permitir esta clase de equipo, pero por el momento se permitió.
Comunicaciones otra vez enfrentó a Municipal en la final, primero empatando 0-0 pero después perdiendo 0-2, perdiendo el torneo con un global de cero a dos.
El Clausura 2006 sería el torneo donde Municipal empataba el récord de cuatro torneos al hilo, ganándole a Marquense con un global de 4-1.
Finalmente en el Apertura 2006, Comunicaciones tuvo la oportunidad de defender el récord, enfrentándose a Municipal de nuevo. De visita, empató 0-0. En casa, Comunicaciones empezó ganando 1-0 devolviéndole la ilusión a todo el pueblo Crema de un nuevo título pero sobre todo el de evitar que Municipal se convirtiera en Pentacampeón. Pero finalmente permitió un gol de Mario Acevedo que empató el partido 1-1. Gracias a la regla de goles de visitante, Municipal se quedó con el título, rompiendo el récord de campeonatos al hilo con cinco.
Durante los torneos en los años 2004, 2005, 2006 y 2007, Comunicaciones no lograría ningún título, en los cuales, Jalapa, Xelajú y su archirrival, Municipal, se coronaron campeones.

### 2008

#### El vigésimo segundo título Apertura 2008

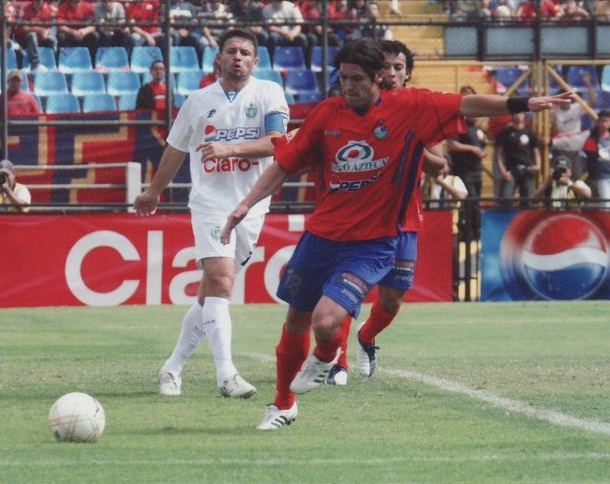
Rolando Fonseca en la final contra Municipal.

Comunicaciones por fin terminó la sequía de los 5 Años al ganar el Apertura 2008. En el partido de ida los albos derrotaron como locales 2-1 a Municipal en el Estadio Cementos Progreso con goles de Iverton Paes y Rolando Fonseca. El partido de vuelta jugado en el Estadio Nacional Mateo Flores, inicio con la ilusión de toda la Hinchada del Comunicaciones de volver a ser campeones luego de 5 años de sequía, el juego lo empezaría ganando el Municipal pero en la segunda parte del juego el ídolo blanco Fonseca luego de una gran jugada de Jairo Arreola levantó un centro al segundo palo del portero rojo, el cual definió Fonseca al fondo del arco para poner a delirar a toda la hinchada alba que había Abarrotado la general Norte y parte de la Tribuna, el juego terminó con empate 1-1 con un resultado global de 3-2 a favor del cuadro albo, Comunicaciones puso fin a la maldición de los 5 años.

### 2009

#### Liga de Campeones de la Concacaf 2009-2010
El año 2009 fueron de varios cambios para el equipo, y más en la temporada de la Liga de Campeones 2009-2010, ésta ha sido la temporada más importante para el club y donde ha marcado más diferencia en los últimos años y en la historia del club. En fase de grupos, consiguieron por primera vez la clasificación de un equipo guatemalteco en el actual formato. En el grupo D, pudieron derrotar al W Connection en su país, al igual que derrotar al Real España (2-0) y al Pumas UNAM (2-1). Consiguieron 9 puntos en el torneo, clasificando en el segundo puesto del grupo.
En el siguiente año 2010, participaron en la segunda etapa del torneo, en los cuartos de final. Participaron contra el Pachuca y en el Estadio Cementos Progreso consiguieron un empate (1-1). En México perdieron (2-1) (con goles de Fonseca). Y así dieron fin a su "exitosa" participación en la Liga de Campeones. Donde Rolando Fonseca se convirtió en el goleador del equipo con 4 tantos.

#### Copa de Guatemala
Ese mismo año derrotaron a varios equipos del país, le ganaron a Mixco por goleada en los octavos de final, luego derrotaron a Antigua GFC también por goleada. En los cuartos de final derrotaron a Malacateco y en las semifinales derrotaron a Suchitepéquez. Y se hicieron con el Torneo de Copa, derrotando a Zacapa por goleada en la final. El goleador fue Tránsito Montepeque con 8 tantos. Y el mejor portero fue David "El Gato" Guerra.

#### Apertura 2009
En la apertura del torneo 2009, consiguieron el sexto puesto y así se metieron en la "Liguilla". Derrotaron a Marquense y luego a Xelajú y se hicieron con la final. En la final fueron derrotados por Municipal (1-0). Y llegaron a obtener el título de subcampeón. Cerrando con un año exitoso.

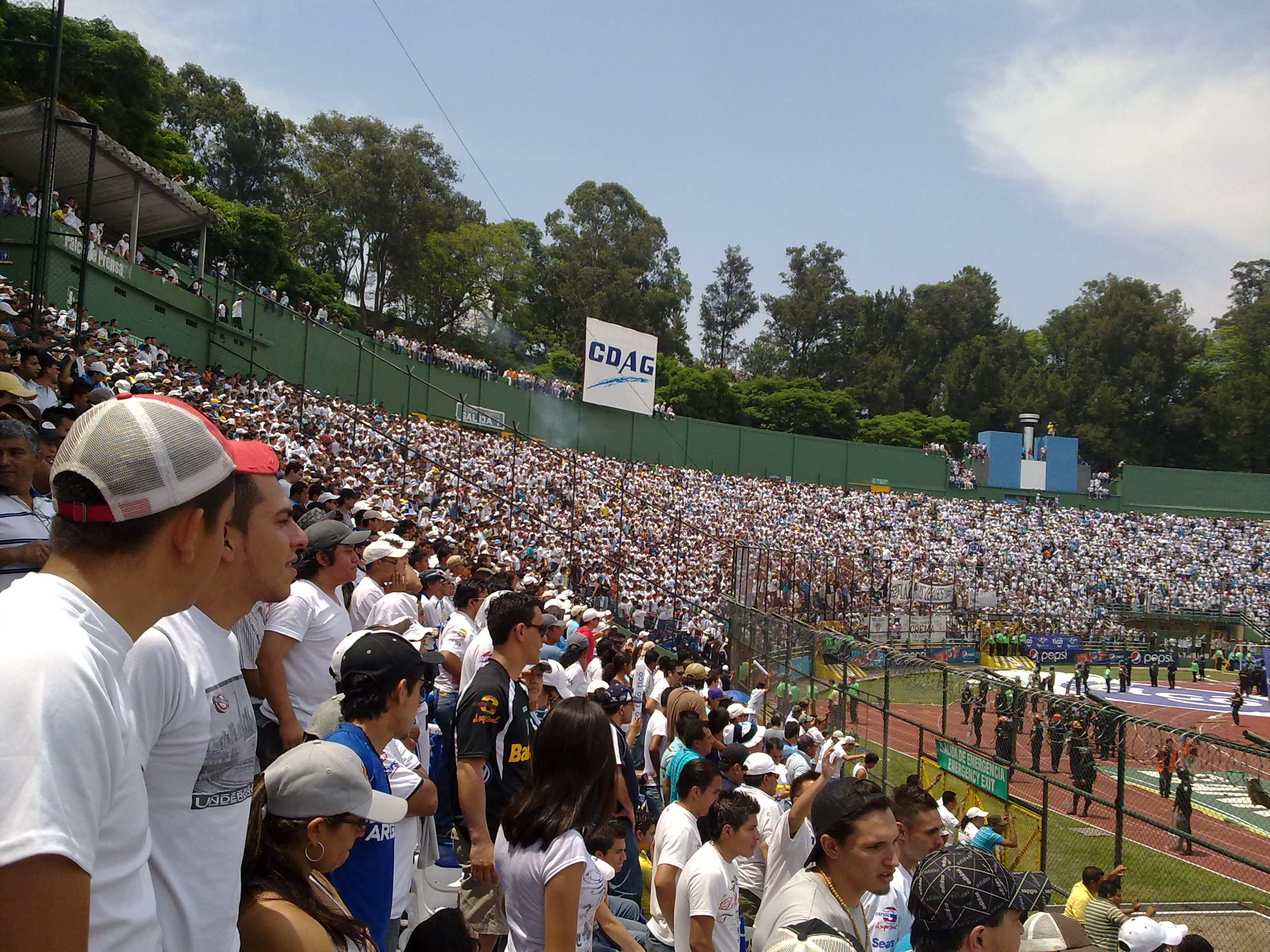
Hinchada crema cuando el club se consagró bicampeón nacional de la mano de Sopegno

### 2010

#### El vigésimo tercer título Apertura 2010
En el Apertura 2010, la final trae una vez más el Clásico Chapín cuando Comunicaciones enfrenta a Municipal, final a dos partidos, que eran los clásicos 255 y 256 del fútbol guatemalteco.
El último de los dos partidos de la final fue disputado el domingo 19 de diciembre de 2010, en el Estadio Nacional Mateo Flores, el cual Municipal ganaba 2 goles a 1 y a 8 minutos para el final Rolando Fonseca puso a delirar a toda la Hinchada Crema con el gol del empate y el cual mandaba el juego a tiempo extra, concluyendo la prórroga con el empate 2-2, forzando a una tanda de penaltis en los que el equipo de Comunicaciones se erigió Campeón del Torneo Apertura 2010, con su título número 23. Sería el adiós al ídolo blanco Rolando Fonseca. Los hinchas cremas desbordaron de pasión los graderíos del estadio e invadieron la cancha del Estadio Mateo Flores tras el penal errado por Jaime Vides que devolvía la gloria al cuadro Albo y una gran actuación del guardameta Juan José Paredes que detuvo 3 tiros.

#### El vigésimo cuarto título Clausura 2010
Unos meses después de conseguir el título 23 en su historia, Comunicaciones estaba hundido en una racha negativa de seis partidos sin conocer la victoria. Ahí fue cuando apareció el talento de la cantera crema. Guiados por José Manuel Contreras y Jairo Arreola Comunicaciones se consolidó como el mejor equipo de Guatemala por segunda vez consecutiva. Recordada final que incluyó 3 goles del Artillero Tránsito Montepeque ante el eterno Rival, CSD Municipal, en donde el cuadro crema endosó una goleada de 6-0. Queda en la memoria de los presentes aquel 15 de mayo de 2011, que la hinchada Crema siendo visitante invadió literalmente las tribunas del Estadio Nacional Abarrotando la General Norte y casi toda la Tribuna que era para aficionados del Municipal y en el cual la Porra del Municipal saboteó el juego tirando bombas de estruendo al línea que corría por la preferencia del estadio a fin de demorar el partido y así evitar una vergüenza mayor para su equipo, el primer tiempo llegó a más de la hora debido a los aficionados del equipo rival. Al final del partido, que duró más de tres horas, toda la Hinchada ubicada en la General Norte invadió el campo y Comunicaciones pudo alzar la copa 24 en su Rica y Apasionante Historia.

### 2011
Comunicaciones era bicampeón otra vez, la última había sido en 2003 con Horacio Cordero y en el Apertura 2011 se buscaba el primer tricampeonato en torneos cortos. Comunicaciones afrontó dos torneos: Liga Nacional y Liga de Campeones de la Concacaf. En el torneo internacional los cremas no pudieron avanzar a la siguiente ronda como lo habían logrado hace dos años y en la Liga Nacional cayeron en la final ante Municipal.

#### Liga de Campeones de la Concacaf 2011-2012
Esta temporada fue de mucha sobrecarga al conjunto crema, para poder afrontar y defender el título de liga. En los partidos de visitante del torneo se midieron contra el Seattle Sounders estadounidense que salieron perdiendo 4-1, con el Monterrey mexicano (3-1) y Herediano de Costa Rica (4-1).
De local, la situación fue diferente, ya que consiguieron resultados mucho más satisfactorios, y más la "Inolvidable" noche del 14 de septiembre de 2011 en donde con 10 bajas, el cuadro Crema derrotó por 1-0 al quien después sería tres veces monarca del área futbolística, los Rayados de Monterrey, vencieron al Herediano 2-0, y empataron 2-2 con Seattle Sounders; terminaron con 7 puntos en el tercer puesto del Grupo D.
Vinieron cambios en el plantel. Sopegno abandonó la dirección del primer equipo y el costarricense Ronald González, exjugador crema, tomó el mando del plantel. Tras una de las temporadas más regulares en la historia de Comunicaciones (terminando la fase de clasificación líder), se tropezó en ese momento con el fantasma de siempre. En una tarde de fiesta de parte de la hinchada Crema con un recibimiento espectacular , el Albo tuvo que tragarse la amarga derrota de 1-2 y no pudo clasificar a la Final del Torneo ni a la Liga Campeones de la Concacaf. Sin embargo, la corona sería para el Xelajú Mario Camposeco
En agosto el cuadro crema es nombrado por la IFFHS como el mejor equipo Centroamericano de la temporada.

### 2012

#### El vigesimoquinto título Apertura 2012 - El Campeonato
Con la continuidad de Ronald González, Comunicaciones repatrió a grandes jugadores como José Manuel Contreras y Dwight Pezzarossi. Tras acumular 50 puntos en 22 jornadas, el equipo del costarricense barrió a todos sus rivales en las finales. Marquense con un 5-2, Malacateco con un 2-1 y la final de clásico ante Municipal, se endosó un 0-3 en la ida, dejando a los rojos sin oportunidades para remontar en la vuelta. En una auténtica fiesta blanca, los cremas ganaron su título número 25 al vencer 1-0 a Municipal, quedando un resultado global de 4-0; ante más de 15,000 espectadores en el Estadio Cementos Progreso. La fiesta alba se trasladó al Monumento Obelisco de la zona 10 capitalina, donde el monarca guatemalteco presentó la copa y fue ovacionado por miles y miles de seguidores que se dieron cita para festejar un trofeo más. Con esto, los cremas se clasificaron a la Liga de Campeones de la Concacaf 2013-2014, por tercera vez en su historia.

### 2013

#### El vigesimosexto título Clausura 2013 - El Bicampeonato
El Club comunicaciones, el día 22 de junio de 2013 cerró en su estadio uno de los mejores torneos del albo, al lograr la suma de 45 puntos de 66 posibles tras lograr 13 victorias, 5 empates y 4 derrotas; 30 goles a favor y 14 en contra. Tras posicionarse en el primer lugar de la fase de clasificación, enfrentó en cuartos de final al Club Xelaju M.C. (octavo lugar del torneo), al que dejó en el camino por una buena diferencia, y en semifinales enfrentó al Club Deportivo Márquense; 2 buenos juegos le permitieron a los merengues jugar la final ante un Club Heredia, que tenía una increíble racha de 69 partidos sin perder en su casa, sin embargo el albo le gana por 2-1, para que en el partido de vuelta bastase un empate sin goles para que hubiese fiesta en el obelisco y lograr la tan ansiada corona "26" que deja al club Popular cerca de alcanzar al Archirrival Municipal.

#### Liga de Campeones de la Concacaf 2013-2014
Esta temporada fue la primera en el cual el club, debutó con el nuevo formato de 8 grupos de 3 equipos cada uno. Se posicionaron en el grupo 6, con Toluca y Caledonia AIA. Consiguieron resultados satisfactorios contra Caledonia AIA, ganando 3-0 y 2-0. Contra Toluca la historia fue muy diferente, y encajaron una goleada en México 5-1 y en Guatemala fueron derrotados 2-1. Quedaron segundos en el grupo con 6 puntos y no pudieron clasificar a la siguiente ronda.

#### El vigesimoséptimo título Apertura 2013 - El Tricampeonato
El 14 de diciembre de 2013, luego de disputado el Partido de ida de la gran final contra el equipo de Heredia, Comunicaciones llegaba con una desventaja de (0-2), al minuto 26 de la primera parte el Club Heredia consigue en una asistencia de Enrique Miranda hacia Anderson Andrade el 0-1 y el (0-3) en la serie, al minuto.
La noche mágica para Comunicaciones parecía que no iba a existir, necesitaba 3 goles y era el minuto 17 de la segunda parte, pero esa noche si llegó y de la mano de un José Manuel Contreras inspirado llegó el 1-1 con un soberbio cabezazo, la afición blanca siguió con el aliento incondicional al Club y al minuto 22 del segundo tiempo con un balazo de más de 35 metros nuevamente Contreras anotaba y ponía el 2-1 para Comunicaciones y la esperanza en el corazón de todos los hinchas albos que se podía remontar. Pero quedaban tan solo 2 minutos para que el partido concluyera y la gente de Morales empezaba a festejar su primera corona cuando una asistencia de Contreras para Rodolfo Paolo Suárez quien con un tiro colocado desde fuera del área sepultó el 3-1 y el 3-3 en la serie desatando el delirio de la hinchada en todo el estadio.
Con esto se jugaron 2 tiempos extras y se llegó a la definición por penales, donde el juvenil Jorge Aparicio en la "Muerte Súbita" anotó el 4-3 y dio así al Club Comunicaciones la ansiada Corona número 27 y su cuarto Tricampeonato en la Historia del Fútbol guatemalteco.

### 2014

#### El vigésimo octavo título Clausura 2014 - El Tetracampeonato
Comunicaciones se coronó campeón del Torneo Clausura 2014 y logró el segundo tetracampeonato de su historia tras vencer a Municipal 1 por 0 en el partido de vuelta (2 a 0 en el global) de la gran final que se disputó sin afición en el estadio nacional Mateo Flores debido al asesinato de Kevin Diaz hincha de Comunicaciones que murió apuñalado a manos de aficionados de la porra de Municipal, debido a una provocación que el mismo Kevin Díaz llevó a cabo en el Clásico que se disputó en el Estadio El Trébol en la temporada regular, debido a eso la Federación de Fútbol deicidio que los partidos entre Comunicaciones y Municipal debían jugarse a puerta cerrada. José Manuel Contreras se convirtió en el héroe blanco tras anotar en ambos duelos.
Comunicaciones ganó el título número 28 de su historia, ante su eterno rival Municipal en el clásico 280 del fútbol nacional. La última vez que Cremas y Rojos se enfrentaron en una final fue en el Torneo Apertura 2012, con victoria para los albos siendo el técnico blanco Ivan Franco Sopegno. Comunicaciones se convierte en el primer Equipo en ganar dos tetracampeonatos en la historia dándole otro motivo más para festejar a todo el pueblo Albo en el país.

#### Liga de Campeones de la Concacaf 2014-2015
Esta temporada de la Concacaf Liga de Campeones sería muy diferentes a las anteriores, y por poco conseguían otra hazaña como la del 2009-2010, Les toco el grupo 8 con el América y el Bayamón. Con el Bayamón no tuvieron problemas y los derrotaron 5-0 y 2-0. Luego se vendría lo complicado y sería el América.
En el Cementos Progreso, Comunicaciones empató 1-1 con el América de México. Sin duda alguna fue un resultado histórico y se hicieron con un punto valioso, que ponían un pie en la clasificación. En el Estadio Azteca, la historia fue distinta, el plantel crema fue derrotado 2-0 contra un América imponente. América clasificó con 10 puntos y Comunicaciones se quedó con 7 puntos. 

#### El vigésimo noveno título Apertura 2014 - El Pentacampeonato
De la mano de Willy , Comunicaciones gana con un Marcador de 2-1 el ansiado pentacampeonato jugado como local en el Estadio nacional Mateo Flores que debido a una restricción de parte de la Fedefut solo se habilitaron un poco más de 9,000 boletos sin aficionados visitantes, agotándose el mismo día que se pusieron a la venta. En un estadio con solo hinchas de Comunicaciones el club albo se impuso Ganando con un global de 3-2. Anotando por parte de Comunicaciones Joel Benítez y Agustín Herrera (2) y mientras que por Municipal anotaron Callorda y Jiménez. Comunicaciones logró el tan ansiado pentacampeonato que igualó la cantidad de Campeonatos ganados por Municipal (29), y también el récord de 5 campeonatos seguidos conseguido por Municipal. Los festejos en el Obelisco fueron hasta la Madrugada en donde hinchas de todos los rincones de la ciudad y hasta de los departamentos vecinos llegaron al punto de reunión en donde la fiesta en familia se desarrollaba para celebrar con los jugadores la hazaña obtenida.

### 2015

#### El trigésimo título Clausura 2015 - El Hexacampeonato
Nuevamente de la mano de Willy Coito Oliveira, el día sábado 23 de mayo de 2015 Comunicaciones consigue hacer historia en el fútbol de Guatemala ganando la ansiada "30" y se corona como el primer hexacampeón. Todo dio inicio 2 días antes cuando en un clima de fiesta la hinchada alba agotó las entradas puestas a disposición para el juego de vuelta.
El ansiado día sábado llegó y con más de 15,000 aficionados cremas presentes, además de la lluvia que acompañó el juego, el cuadro crema se vio en problemas en el primer tiempo del juego ya que Maximiliano Callorda tras recibir el pase de Dennis López dentro del área chica del arco crema puso el 0-1 (2-1) global. Minutos más tarde el corazón de toda la hinchada crema se detuvo cuando el jugador de Municipal Carlos "El Pescado" Ruíz colocó de cabeza y con una ligera desviación del jugador albo Morales el 0-2 (2-2) global, poniendo un impensado empate que enviaba en ese momento la final a tiempos extras. En el segundo tiempo del juego, Comunicaciones salió más agresivo a la cancha intentando hacer daño con velocidad por las bandas del campo lográndolo por medio de una jugada que inició el mexicano Agustín Herrera que hizo un gran pase al defensor Rafa Morales quien asistió al "Moyo" Contreras que con una espectacular definición coloco el descuento en el juego y la locura en el estadio Nacional con el 3-2 global. Minutos más tarde en una jugada sobre la base de garra y resistencia física, el mexicano Herrera se llevó la marca de los defensores rojos y con un toque sutil por encima del arquero rojo definió el empate en el juego 2-2 (4-2) global. Fue una final de Infarto hasta el último minuto ya que Contreras en el minuto 89 en una equivocación, le regala el balón a Carlos Ruíz para este poner el 2-3 (4-3) global. A Municipal ya no le alcanzaron ni las ideas futbolísticas ni la capacidad física para mandar el juego a tiempos extras y luego de 3 minutos de reposición el árbitro pitó el final del juego.

#### Liga de Campeones de la Concacaf 2015-2016
Esta temporada sin duda alguna, ha sido una de las peores campañas del club en la historia del torneo. Les tocó con el Central de Trinidad y Tobago y con el LA Galaxy, en Estados Unidos consiguieron una goleada 5-0 (Uno de los peores resultados internacionales en su historia) En Trinidad y Tobago derrotaron al Central apenas 1-0.
En Guatemala hicieron una muy mala actuación después de muchos años, perdieron 1-0 contra el Central. Y empataron 1-1 con el LA Galaxy, cerrando su participación con apenas 4 puntos. Sin duda alguna se vio reflejada el paso malo que el club iba a pasar a finales de año.

### 2015-2017
Después de la victoria del hexacampeonato de Comunicaciones, el siguiente Torneo Apertura 2015, el equipo consiguió el tercer puesto de la temporada, consiguiendo un pase a las semifinales derrotando a Petapa, llegando y perdiendo con Antigua GFC que se haría con el título esa temporada. 
En el Torneo Clausura 2016, Comunicaciones consiguió el tercer puesto, derrotando a Marquense para ir a las semifinales contra Municipal, en el clásico chapín ganando y yendo a la final contra Suchitepéquez. Pero perdieron la final, ganando en la ida 2-1 pero perdiendo el otro partido 3-0, perdiendo una oportunidad de título. 
Esto se convirtió en un gran fracaso, en el Torneo Apertura 2016, volvieron a quedarse con el tercer puesto, ganando a Coban Imperial, consiguiendo las semifinales contra Antigua GFC, pero perdieron.
En el Torneo Clausura 2017, se hicieron con el cuarto puesto, y consiguieron una oportunidad para pasar a las semifinales contra Suchitepéquez pero perdieron y no pasaron a las semifinales desde casi 10 años. Ese mismo año, en el torneo Apertura 2017, quedaron séptimos (La peor posición en los últimos años en torneos cortos).

### 2018-2019
Después de los malos resultados en el torneo pasado, y con el retorno del fútbol guatemalteco y después que le quitaron la sanción al fútbol de Guatemala. Comunicaciones logró hacer muy buenos resultados en su pretemporada. En su partido de presentación pudo derrotar al Isidro Metapán de El Salvador 2-0.
En el torneo Clausura 2018, se prepararon y se hicieron con la contratación del experimentado jugador mexicano, Abraham Carreño, que es la promesa ahora.También se cuenta con el apoyo de las contrataciones de Maximiliano Lombardi, Robin Bethancourt, Rodrigo Saravia y Rubén Morales. En el primer partido del torneo se hicieron con un empate de visita con Xelajú MC,1-1. Donde clasificaron en el tercer puesto y se enfrentaron a Antigua GFC en los accesos para Semifinales ganándose el pase a la final. En la final se tuvo que enfrentar a CD Guastatoya donde perdieron con un marcador global de 3-1.
Tras caer en accesos a semifinales en el Clausura 2019, el mexicano Pedro Portilla White renuncia de la presidencia del club crema para regresar a México para ser presidente del Atlas de la Liga MX. El guatemalteco Juan Leonel García toma el mando y junto a Guillermo Cañedo Malburg se encargan del área de presidencia. Sus primeros movimientos fueron regresar a José Manuel Contreras y Agustín Herrera, ídolos de la afición blanca y contratar a Alejandro Galindo, Joseph Calderón, Ángel Rodríguez y Stefano Cincotta.

### 2020-2022
En febrero de 2020, Comunicaciones disputó la ronda de octavos de final de la Liga de Campeones de la Concacaf ante el Club América. El resultado en el partido de ida disputado en el Estadio Doroteo Guamuch Flores fue de 1-1, con goles anotados por Gerardo Gordillo para el equipo crema y Sebastián Cordova para las águilas. En el partido de vuelta disputado en el Estadio Azteca se repitió el marcador de 1-1 con gol de Agustín Herrera para los cremas, mientras Emanuel Aguilera anotaba el tanto del empate para los mexicanos. Tras un marcador global de 2-2 el ganador de la serie se definió por medio de la tanda de penaltis, en la cual Club América ganó el pase a cuartos de final con un 5-3 en los penales.
En el torneo local, para el clausura 2020 Comunicaciones lideraba la tabla de posiciones del torneo cuando este fue suspendido por motivo de la pandemia de COVID-19. Se disputaron 13 jornadas de dicho torneo, con 28 puntos obtenidos Comunicaciones era líder con 5 puntos de ventaja sobre el segundo lugar, Municipal, al cual derrotó en ambos clásicos disputados por marcadores de 2-4 y 3-0.
Inexplicablemente la federación nacional de fútbol de Guatemala dio por cancelado el torneo debido a la Pandemia de COVID-19 en Guatemala a pesar de haberse disputado más de la mitad del mismo. A pesar de esto Comunicaciones se clasificó a la Liga Concacaf 2020 por ser el líder de la tabla de clasificación acumulada de la temporada 2019 - 2020. En el torneo, Comunicaciones enfrentó al FC Motagua en Honduras a un solo partido y el marcador fue de 2-2, por ello, se tuvo que hacer una tanda de penaltis y el cuadro local se impuso por 15-14 en una histórica tanda de 36 tiros.
Comunicaciones clasificó a la final del Clausura 2021 jugando frente a FC Santa Lucia Cotzumalguapa, pero lo pierde por 5-6 en el Doroteo Guamuch Flores, lo que significo una ola de indignacion para el aficionado crema y las extremadas exigencias de dimision del cargo de director técnico en ese entonces del argentino Mauricio Tapia, a pesar de quedar subcampeones, los albos clasificaron a la Liga Concacaf 2021, con la cual iniciaron un nuevo proceso de la mano de Willy Fernando Coito Olivera.
Coito tenía la tarea de buscar el anhelado trigesimoprimer título en la historia de la institución blanca, y de dar una buena presentación en la Liga Concacaf, con la cual el cuadro albo logró conquistar la gloria internacional venciendo en la final de Liga Concacaf 2021 al Fútbol Club Motagua por 6-3, coronándose campeones por primera vez de dicho torneo, luego de 6 años sin volver a tocar un campeonato y cortando una racha larga de 38 años sin lograr un campeonato a nivel internacional.
Como campeón de Liga Concacaf y ya clasificado a la Liga de Campeones de la Concacaf, tenía la tarea de dar una memorable presentación en dicha competición, el cuadro crema empezó ganando la llave de ida de los octavos de final frente al Colorado Rapids de la Major League Soccer por 1-0, pero la vuelta lo perdió empatando el global de 1-1 en la ciudad de Commerce City en un juego basado por tormenta de nieve, los cremas eliminaron en penales por 4-3 al equipo de Denver, avanzando nuevamente a cuartos de final, luego de 9 años de que un equipo guatemalteco (en el caso del Club Xelaju MC) no pasara de ronda, ya que en el caso del cuadro blanco pasaron 11 años de su última clasificación a la siguiente ronda, en cuartos de final, Comunicaciones se enfrentó al campeón de la Major League Soccer, el New York City Football Club de la ciudad de Nueva York, perdiendo la ida por 3-1 en Connecticut, pero la vuelta la ganaría con un resultado de 4-2 en Ciudad de Guatemala, sin embargo el gol de visita eliminó a la institución blanca, a pesar de haber dado una digna participación en torneos internacionales.

### 2023-2024

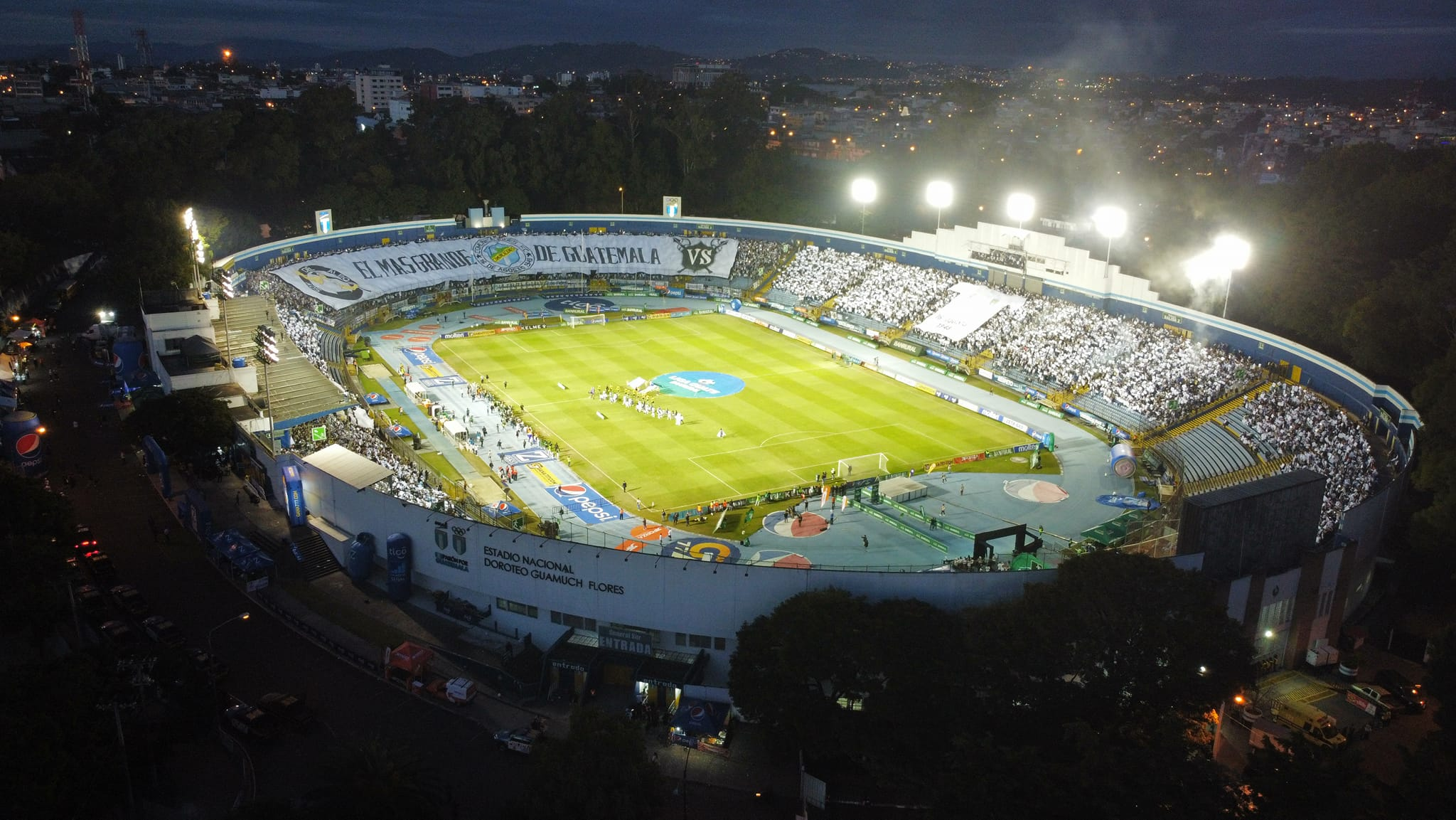

El 23 de diciembre de 2023, Comunicaciones ganaba su liga número 32 al derrotar en la final del torneo apertura 2023 al CD Guastatoya por marcadores de 1-1 en la ida y 1-0 en la vuelta. Con este título Comunicaciones superaba a Municipal (31) como el equipo más ganador de ligas nacionales. Fue conocido como La 32 o La Noche Magica.

## Uniforme
| Período       | Proveedor        |
| ------------- | ---------------- |
| 1994 - 1999   | Umbro            |
| 1999- 2002    | Atlética         |
| 2003- 2004    | MR               |
| 2004 - 2005   | Wilson           |
| 2006 - 2008   | Sports Addiction |
| 2008 - 2009   | MR               |
| 2009 - 2010   | CC Sports        |
| 2011 - 2012   | Joma             |
| 2012 - 2017   | Puma             |
| 2018 - 2019   | Kappa            |
| 2019 - 2022   | Nino Sportswear  |
| 2022-2025     | Kelme            |
| 2025-presente | Adidas           |

### La mascota

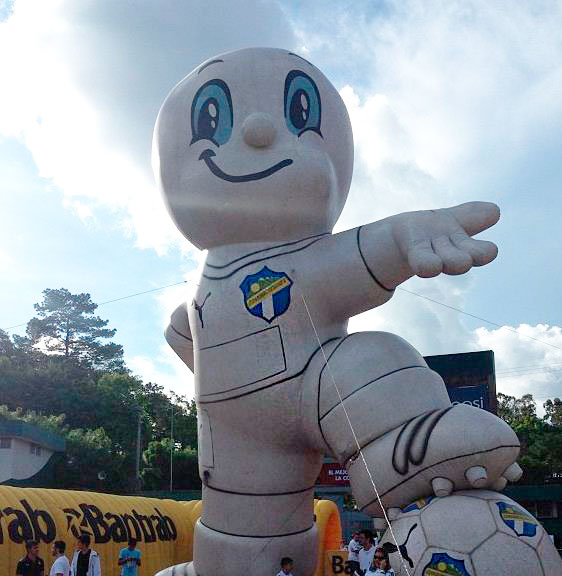
Inflable gigante de Gasparín.

La mascota del Comunicaciones es el fantasma Gasparín que viene acompañando al club desde 1985. Fue traído de Miami en septiembre de 1985 por el entonces presidente del equipo, Teddy Plocharski, a un costo de 2.000 dólares, siendo la primera mascota que utilizó un equipo de fútbol en Centroamérica.
Apareció por primera vez en el estadio Doroteo Guamuch el 8 de septiembre de 1985 para el clásico número 124, en el que Comunicaciones se impuso al Municipal por 3 a 1. El señor Jorge Murga empezó a utilizar el traje a los pocos meses después, desde el 22 de diciembre de 1985 en un partido clasificatorio en Amatitlán contra Coban Imperial, donde resultó vencedor el equipo crema con gol del "Tanque" Ramírez. Además de él, también lo han portado Óscar Caballeros y Leonel Cifuentes.
El traje ha sufrido tres transformaciones desde su creación, la primera en 1995 y la segunda 1998, siendo ésta la que se mantiene en la actualidad. Tres veces ha descendido Gasparín en helicóptero a los estadios Doroteo Guamuch Flores y Cementos Progreso.

## Estadio

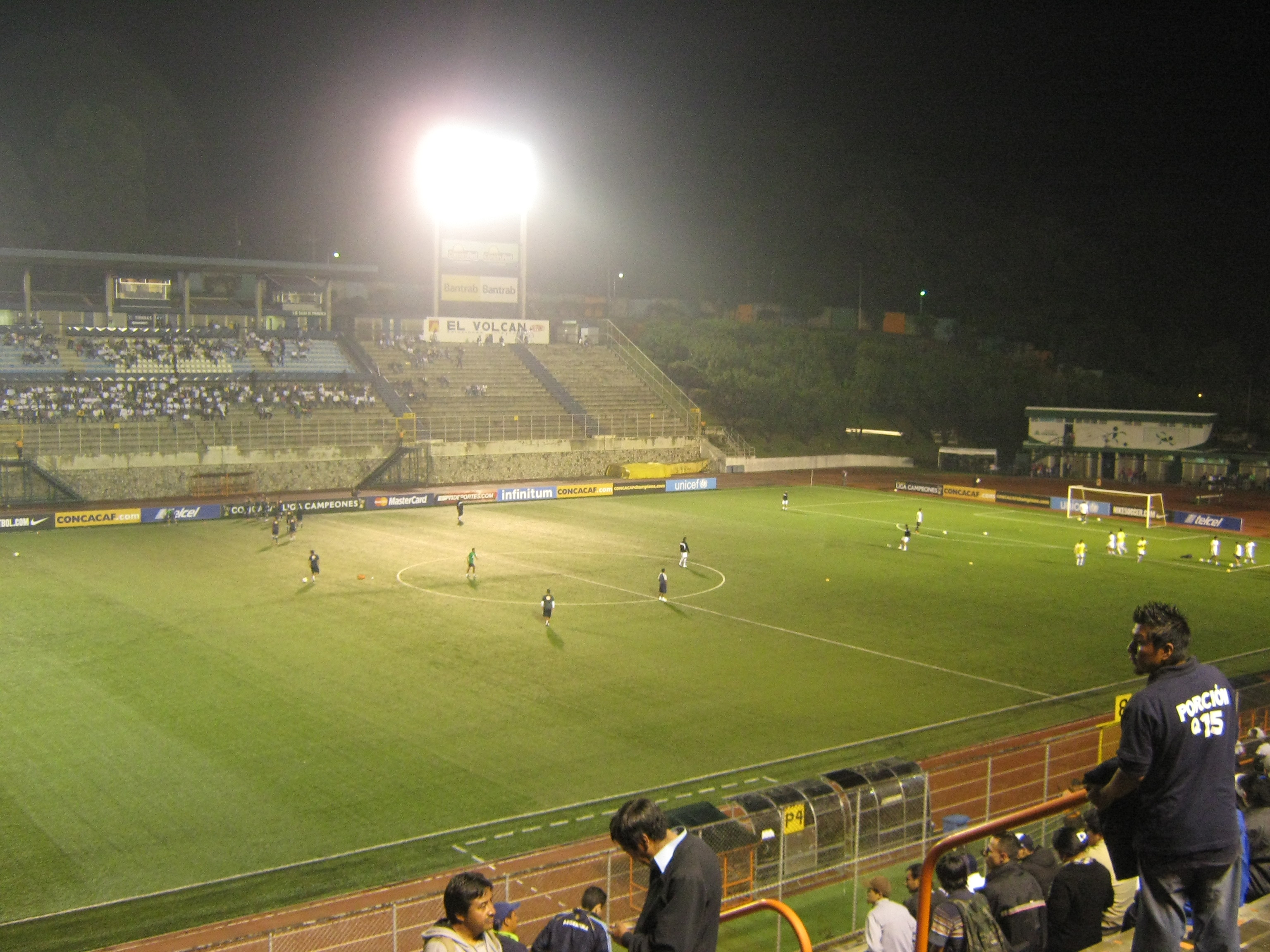
Vista a la cancha del estadio Cementos Progreso "La Pedrera"

Hasta el torneo Apertura 2016, y desde la temporada 2018-2019, el equipo disputa actualmente sus partidos como local en el Estadio Cementos Progreso, "La Pedrera", ubicado en la Zona 6 de la Ciudad de Guatemala, que posee una capacidad aproximada para 17,000 personas.
En el mismo estadio, a veces realizan sus entrenamientos respectivos.
Sin embargo, si el Estadio Cementos Progreso no estuviera disponible por algún evento programado (eventos deportivos ajenos al fútbol, conciertos u otros), se disputa en el Estadio Doroteo Guamuch Flores, también ubicado en la Ciudad de Guatemala (se utilizó para sus partidos como local desde el Clausura 2017 hasta el Clausura 2018).
El estadio ha sido de mucha influencia para el equipo, porque la mayoría de los estadios de Guatemala son de gramilla natural, y es por eso que Comunicaciones, por su tiempo de estar jugando en ambos estadios, ya tienen experiencia tanto con la gramilla artificial como la gramilla natural. Y posiblemente consigue mejores resultados de local. 
El estadio Cementos Progreso cuenta con cuatro secciones de graderíos:
- Platea
- Tribuna
- Preferencia
- General Sur

## Afición
La afición Crema desde sus inicios ha estado compuesta por los diferentes estratos de la sociedad guatemalteca Predominada por el Sector Popular o Trabajador.
En la década de los 80 empezó a tomar más auge el apoyo organizado, en ese momento por porras que se ubicaban en diferentes sectores del estadio que se hacían sentir con cánticos, papel picado, globos y mantas, marcando una pauta diferente de apoyo de las aficiones de ese entonces en el fútbol chapín.
Fue en esa época cuando popularmente se le imprimió el mote de la "Afición Millonaria" por los miles de fanáticos e hinchas con los que cuenta el club en todo el país. 

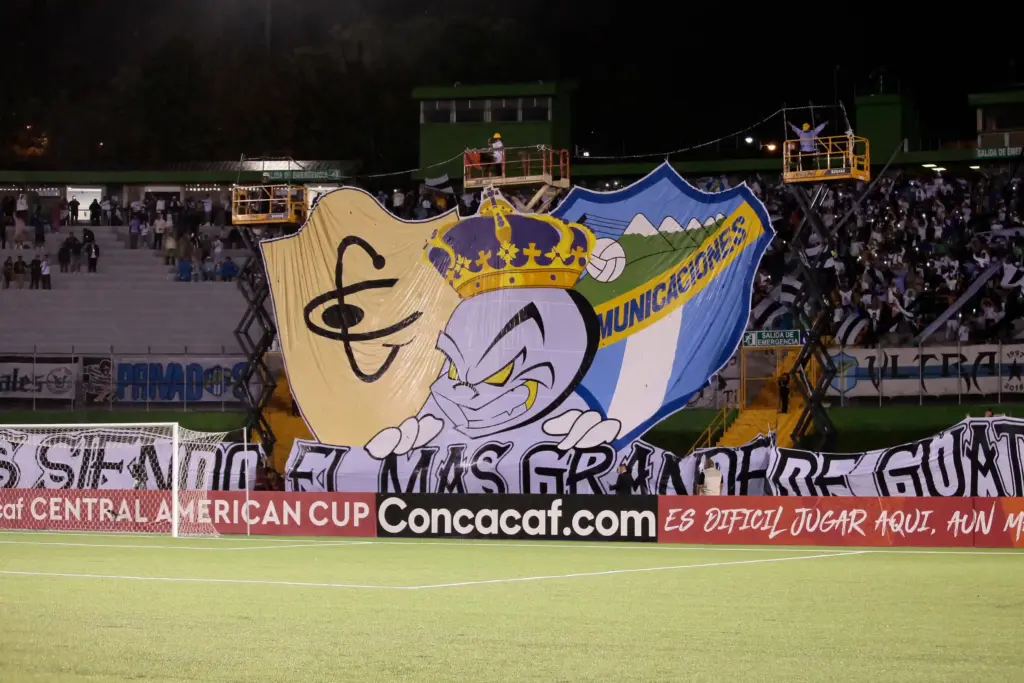
Tifo en conmemoración al 75 aniversario de Comunicaciones FC con la Vltra Svr de fondo.

### La barra brava
a más de 3000 integrantes.

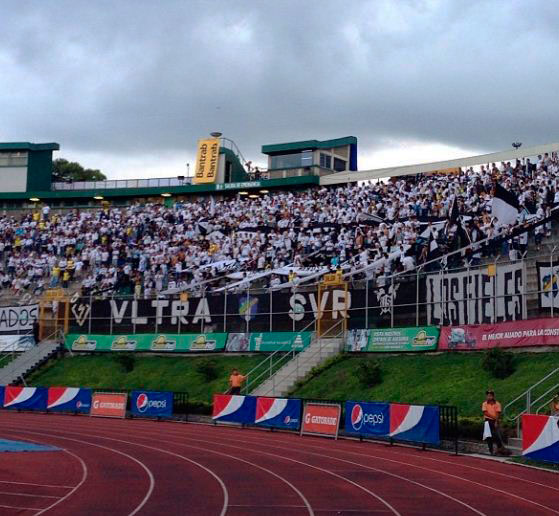
La barra Vltra Svr en la final del Apertura 2013.

A principios de los años 90, surgió oficialmente el primer grupo organizado de apoyo denominado Fuerza Crema, regularmente ubicado en la zona Preferencia del estadio, convirtiéndose en el más grande del país con más de 2500 integrantes. Fue hasta mediados del año 1996 que después de varias diferencias entre sus líderes, la Fuerza Crema se separó.
Algunos exmiembros del antiguo grupo se cambiaron de sector en el estadio formando en ese mismo año la barra Vltra Svr (Ultra Sur), nombre que adoptó por su ubicación en la zona General Sur del inmueble. Este grupo es caracterizado por los cánticos que brinda al equipo durante todo el partido, además de recibimientos, banderazos y caminatas, algo que no se acostumbraba en el fútbol de Guatemala. La             barra cuenta con grandes mantas, banderas, paraguas, bombos con murgas, trompetas, redoblantes y un enorme bombo traído desde Chile para alentar al club. Cabe destacar que en sus inicios la barra llegó a albergar en partidos trascendentales

## Datos del club
- Temporadas en Primera División: 74.
- Temporadas en Segunda División: 0.
- Temporadas en Tercera División: 0.
- Posición final más repetida: 1° (32 veces).
- Mejor puesto en Primera División:
  - En torneos largos: 1° (1956, 1957-58, 1959-60, 1961-62, 1968-69, 1970-71, 1971, 1972, 1976, 1977, 1979-80, 1981, 1990-91, 1994-95, 1995-96, 1997-98, 1998-99).
  - En torneos cortos: 1° (Clausura 2000, Apertura 2000, Clausura 2001, Clausura 2003, Apertura 2003, Apertura 2006, Clausura 2008, Clausura 2010, Clausura 2012, Apertura 2012, Clausura 2013, Apertura 2013, Apertura 2014, Clausura 2015, Clausura 2021, Apertura 2023).
- Peor puesto en Primera División:
  - En torneos largos: 6° de 12 equipos (1980).[28]
  - En torneos cortos: 9° de 10 equipos (Clausura 2006).[29]
- Mayor goleada conseguida:
  - En torneos nacionales:
    - 9-0 frente al Antigua G.F.C. en la Liga Nacional 1977-78.

  - En torneos internacionales:
    - 15-0 frente al Real Estelí F.C. de Nicaragua en la Recopa de la Concacaf 1991.[30][31]
- Mayor goleada recibida:
  - En torneos nacionales:
  - 3-7 frente al C.S.D. Municipal en la Liga Nacional 1974
  - En torneos internacionales:
    - 0-5 frente al C.D.  Guadalajara de México en la final de la Copa de Campeones de la Concacaf 1962.[32]
    - 0-5 frente al Deportivo Cruz Azul de México en la Copa de Campeones de la Concacaf 1997.[33]
    - 0-5 frente a la L.D. Alajuelense de Costa Rica en la Copa Interclubes de la Uncaf 2002.[34]
    - 0-5 frente a Los Angeles Galaxy de Estados Unidos en la Liga de Campeones de la Concacaf 2015-16.[35]
- Más puntos en una temporada:
  - En torneos largos: 50 (1998-99).[36]
  - En torneos cortos: 51 (Apertura 2000).[37] Récord del fútbol guatemalteco
- Mayor racha de partidos sin perder:
  - 43 (1976 - 1977).[38] Récord del fútbol guatemalteco
- Máximo goleador:
  - Todas las competencias:
    -  Oscar "El Conejo" Sánchez (165 goles).

  - Clásicos:
    -  Ramón Alberto Ramírez (15 goles).
- Portero menos vencido:
  - Todas las competencias:
    -  Juan José Paredes (1072 min.).
- Más temporadas ganadas de forma consecutiva:
  - En torneos largos: 3 (de 1956 a 1959-1960, de 1970-1971 a 1972 y de 1996-97 a 1998-99). Récord compartido del fútbol guatemalteco
  - En torneos cortos: 6 (de Apertura 2012 a Clausura 2015). Récord del fútbol guatemalteco

## Jugadores

### Plantilla y cuerpo técnico 2024/25
Los equipos de la Liga Nacional están limitados a tener en la plantilla un máximo de cuatro jugadores extranjeros. La lista incluye sólo la principal nacionalidad de cada jugador, algunos de los jugadores no guatemaltecos tienen doble nacionalidad:
- Marco Domínguez posee la doble nacionalidad canadiense y guatemalteca.

#### Altas: Clausura 2023
| Jugador               | Posición       | Procedencia          |
| --------------------- | -------------- | -------------------- |
| Walter García         | Defensa        | CD Guastatoya        |
| José Gálvez           | Defensa        | Antigua GFC          |
| Ernesto Monreal       | Defensa        | Celaya FC            |
| Juan Christian Blanco | Centrocampista | Mineros de Zacatecas |
| Brian Martínez        | Delantero      | AD San Carlos        |
| Jorge Moreno          | Guardameta     | Xinabajul Huehue     |

#### Bajas: Apertura 2024
| Jugador                | Posición       | Destino          |
| ---------------------- | -------------- | ---------------- |
| Everardo Rubio         | Defensa        | CS Cartaginés    |
| Carlos Nazayro Rivas   | Delantero      | [sin equipo]     |
| Diego Casas            | Delantero      | CD Marquense     |
| Antonio de Jesús López | Centrocampista | Xelajú MC        |
| Gerardo Gordillo       | Defensa        | Xelajú MC        |
| Juan Gómez             | Delantero      | Xinabajul Huehue |

#### Cesiones
| Jugador      | Posición  | Cedido a                |
| ------------ | --------- | ----------------------- |
| Erick Rivera | Delantero | Deportivo Suchitepéquez |

### Dorsales retirados
| Número | Fecha | Jugador         | Posición       | Partidos | Goles | Títulos oficiales |
| ------ | ----- | --------------- | -------------- | -------- | ----- | ----------------- |
| 17     | 2019  | Oscar Sánchez   | Delantero      |          | 165   | 14                |
| 22     | 2015  | Rigoberto Gómez | Centrocampista | 573      | 8     | 17                |

## Entrenadores
| - José Cases Penades (1949-1954) - Federico Morales (1955) - José Cases Penades (1955) - Federico Morales (1956) - José Cases Penades (1957-1960) - Rubén Amorín (1961) - José Cases Penades (1961) - Rubén Amorín (1962) - José Cases Penades (1963) - Arnaldo da Silva (1963) - Federico Morales (1964) - César Viccino (1965-1966) - Carlos Javier Mascaró (1966-1968) - Carlos Wellman (1968-1970) - Walter Ormeño (1970-1971) - Carmelo Faraone (1971) - Walter Ormeño (1972) - Jaime Hormazábal (1973) - Antonio García (1973) - Luis Grill Prieto (1974) - Héctor Tambasco (1974) - Carmelo Faraone (1975) - Rubén Amorín (1976-1978) - Francisco López Contreras (1979) - Walter Ormeño (1979-1980) - Francisco López Contreras y Jorge Lainfiesta (1980) - Walter Ormeño (1980) - Francisco López Contreras y Jorge Lainfiesta (1980) - Simo Vilic (1980) - Jorge Lainfiesta (1981-1982) - Salvador Pericullo (1983) | - Edgar Bolaños (1984) - Héctor Rial (1984) - Ranulfo Miranda (1985-1986) - Oscar Cancinos (1987) - Emilio Fallace (1987) - Jorge Lainfiesta (1988) - Julio César Cortés (1988-1990) - Carlos Rodríguez Machado (1990) - Carlos Wellman y Walter Ormeño (1990-1991) - Raúl Cocherari (1991) - Néstor Azorey (1991) - Francisco López Contreras (1992) - Javier Fragoso (1992) - Luis Villavicencio (1992) - Hernán Godoy (1993) - Rubén Amorín (1993) - Néstor Azorey (1993) - Ramón Rodríguez (1994) - Oscar Sánchez (1994) - Juan Verón (1994-1995) - Carlos Linaris (1995-1996) - Jorge Audé (1996) - Luis Paz Camargo (1996) - Carlos Miloc (1996-1997) - Mario Cejas (1997) - Luis Villavicencio (1997) - Juan Verón (1997-1998) - Camilo Aguilar (1998) - Carlos Miloc (1999) - Carlos Ruiz (1999) - Carlos Miloc (1999) - Héctor Hugo Eugui (2000) | - Walter Ormeño (2000) - Alexandre Guimarães (1999) - Dusan Dráskovic (2000-2001) - Carlos Linaris (2001) - Marco Antonio Figueroa (2001) - Carlos Miloc (2001-2002) - Ricardo Jerez Hidalgo (2002) - Horacio Cordero (2002-2004) - Julio González Montemurro (2004) - Horacio Cordero (2004) - Dusan Dráskovic (2004) - Antonio Alzamendi (2005) - Luis Cubilla (2005) - Miguel Brindisi (2005-2006) - Marco Iván León (2006-2007) - Iván Sopegno (2008) - Julio César Cortés (2008-2009) - Julio González Montemurro (2009-2010) - Iván Sopegno (2010-2011) - Ronald González (2011-2012) - Iván Sopegno (2013-2013) - Willy Coito (2014-2015) - Iván Sopegno (2015-2017) - Ronald González (2017-2018) - Willy Coito (2018-2019) - Mauricio Tapia (2019-2021) - Willy Coito (2021-2023) - Iván Sopegno (2023-2024) - Willy Coito (2023-2024) - Ronald González (2024-presente) |

### Entrenadores con palmarés
- Grandes entrenadores han ganado los mayores títulos que posee el Club Comunicaciones.

| Entrenador                   | Período(s)    | Títulos                                             |
| ---------------------------- | ------------- | --------------------------------------------------- |
| José Casés Penades           | 1956          | 1 Liga Nacional                                     |
| José Casés Penades           | 1957-58       | 1 Liga Nacional                                     |
| José Casés Penades           | 1959-60       | 1 Liga Nacional                                     |
| Carlos Wellman               | 1968-69       | 1 Liga Nacional                                     |
| Walter Ormeño                | 1970-71       | 1 Liga Nacional, 1 Copa Fraternidad Centroamericana |
| Carmelo Faraone              | 1971          | 1 Liga Nacional                                     |
| Walter Ormeño                | 1972          | 1 Liga Nacional                                     |
| Rubén Amorín                 | 1977-78       | 1 Liga Nacional, 1 Copa de Campeones de la Concacaf |
| Walter Ormeño                | 1979-80       | 1 Liga Nacional                                     |
| Jorge Lainfiesta             | 1981          | 1 Liga Nacional                                     |
| Jorge Lainfiesta             | 1982          | 1 Liga Nacional                                     |
| Salvador Pericullo           | 1983          | 1 Copa Fraternidad Centroamericana                  |
| Ranulfo Miranda              | 1985          | 1 Liga Nacional                                     |
| Carlos Wellman Walter Ormeño | 1990-91       | 1 Liga Nacional                                     |
| Juan Ramón Verón "La Bruja"  | 1994-95       | 1 Liga Nacional                                     |
| Carlos Miloc                 | 1996-97       | 1 Liga Nacional                                     |
| Juan Ramón Verón “La Bruja”  | 1997-98       | 1 Liga Nacional                                     |
| Carlos Miloc                 | 1998-99       | 1 Liga Nacional                                     |
| Carlos Miloc                 | Apertura-99   | 1 Liga Nacional                                     |
| Alberto Aguilar              | Clausura-2001 | 1 Liga Nacional                                     |
| Horacio Raúl Cordero         | Apertura-2002 | 1 Liga Nacional                                     |
| Horacio Raúl Cordero         | Clausura-2003 | 1 Liga Nacional                                     |
| Julio González Montemurro    | Apertura-2008 | 1 Liga Nacional                                     |
| Iván Franco Sopegno          | Apertura-2010 | 1 Liga Nacional                                     |
| Iván Franco Sopegno          | Clausura-2011 | 1 Liga Nacional                                     |
| Ronald González Brenes       | Apertura-2012 | 1 Liga Nacional                                     |
| Iván Franco Sopegno          | Clausura-2013 | 1 Liga Nacional                                     |
| Iván Franco Sopegno          | Apertura-2013 | 1 Liga Nacional                                     |
| Iván Franco Sopegno          | Clausura-2014 | 1 Liga Nacional                                     |
| William Coito Olivera        | Apertura-2014 | 1 Liga Nacional                                     |
| William Coito Olivera        | Clausura-2015 | 1 Liga Nacional                                     |
| William Coito Olivera        | 2021          | 1 Liga Concacaf                                     |
| William Coito Olivera        | Clausura-2022 | 1 Liga Nacional                                     |
| William Coito Olivera        | Apertura-2023 | 1 Liga Nacional                                     |

## Participaciones internacionales
- En negrita se muestran las ediciones donde fue campeón.

| Competencia                           | Edición |
| ------------------------------------- | --- |
| Liga de Campeones de la Concacaf (29) | 1962, 1969, 1971, 1973, 1978, 1979, 1980, 1982, 1983, 1984, 1986, 1991, 1992, 1993, 1994, 1995, 1996, 1997, 1998, 2002, 2003, 2009-10, 2011-12, 2013-14, 2014-15, 2015-16, 2020, 2022, 2024 |
| Copa Interclubes de la Uncaf (20)     | 1971, 1972, 1973, 1976, 1977, 1978, 1979, 1980, 1981, 1982, 1983, 1996, 1997, 1998, 1999, 2000, 2001, 2002, 2003, 2005.                                                                     |
| Liga Concacaf (4)                     | 2019, 2020, 2021, 2022. |
| Copa Centroamericana de Concacaf (2)  | 2023, 2024. |
| Copa Gigantes de la Concacaf (1)      | 2001 |
| Recopa de la Concacaf (1)             | 1991 |
| Campeonato Centroamericano (1)        | 1961 |

### Estadísticas por competición
- En negrita las competiciones en activo.

| Competición                           | Temp. | PJ  | PG  | PE | PP | GF  | GC  | Dif. | Mejor puesto |
| ------------------------------------- | ----- | --- | --- | -- | -- | --- | --- | ---- | ------------ |
| Copa/Liga de Campeones de la Concacaf | 28    | 132 | 62  | 28 | 42 | 223 | 182 | +41  | Campeón      |
| Copa Interclubes de la Uncaf          | 20    | 137 | 50  | 44 | 43 | 203 | 175 | +28  | Campeón      |
| Liga Concacaf                         | 3     | 17  | 10  | 5  | 2  | 27  | 17  | +10  | Campeón      |
| Recopa de la Concacaf                 | 1     | 6   | 2   | 4  | 0  | 21  | 5   | +16  | Subcampeón   |
| Copa Centroamericana de Concacaf      | 1     | 7   | 3   | 3  | 2  | 13  | 9   | +4   | Sexto Lugar  |
| Copa de Gigantes de la Concacaf       | 1     | 6   | 2   | 2  | 2  | 11  | 8   | +3   | Cuarto lugar |
| Campeonato Centroamericano            | 1     | 2   | 0   | 1  | 1  | 2   | 3   | -1   | Cuarto lugar |
| Total                                 | 55    | 307 | 129 | 87 | 92 | 500 | 399 | +101 |              |

## Palmarés
Nota: en negrita competiciones vigentes en la actualidad. Indicado el récord del torneo  y el compartido 

### Torneos nacionales
| Competición nacional               | Títulos | Subtítulos |
| ---------------------------------- | --- | --- |
| Liga Nacional de Guatemala (32/26) | 1956, 1957-58, 1959-60, 1968-69, 1970-71, 1971, 1972, 1977-78, 1979-80, 1981, 1982, 1985, 1990-91, 1994-95, 1996-97, 1997-98, 1998-99, Apertura 1999, Clausura 2001, Apertura 2002, Clausura 2003, Apertura 2008, Apertura 2010, Clausura 2011, Apertura 2012, Clausura 2013, Apertura 2013, Clausura 2014, Apertura 2014, Clausura 2015, Clausura 2022, Apertura 2023. | 1950-51, 1952-53, 1954-55, 1961-62, 1965-66, 1975, 1976, 1978, 1983, 1991-92, 1992-93, 1995-96, Clausura 2000, Apertura 2000, Clausura 2002, Apertura 2003, Apertura 2004, Apertura 2005, Apertura 2006, Clausura 2008, Apertura 2009, Apertura 2011, Clausura 2016, Apertura 2018, Clausura 2021, Apertura 2021. |
| Copa de Guatemala (8/1)            | 1951-52, 1955, 1970, 1972, 1983, 1986, 1991-92, 2009 | 1972-73. |
| Campeón de Campeones (10/3)        | 1955, 1956, 1958, 1961, 1983, 1985, 1991-92, 1995, 1997, 1998. | 1952, 1984, 1986. |

### Torneos internacionales (4)
| Competición internacional              | Títulos     | Subtítulos  |
| -------------------------------------- | ----------- | ----------- |
| Liga de Campeones de la Concacaf (1/2) | 1978.       | 1962, 1969. |
| Liga Concacaf (1/0)                    | 2021.       |             |
| Copa Fraternidad Centroamericana (2/2) | 1971, 1983. | 1976, 1977. |
| Recopa de la Concacaf (0/1)            |             | 1991-92.    |

### Otros torneos internacionales
| Competición internacional                    | Títulos | Subtítulos |
| -------------------------------------------- | ------- | ---------- |
| Torneo Centroamericano de la Concacaf (1/0)  | 1978    |            |
| Copa Centroamericana Campeones de Copa (0/1) |         | 1991       |

## Fuerzas básicas
Las fuerzas básicas de Comunicaciones siempre se han caracterizado por ser los finalistas de las diversas Ligas federadas. El club posee tres categorías federadas: Sub-15, Sub-17 y Sub-20. Los tres equipos han salido campeones en diversos años, incluyendo un tricampeonato en Sub-20 y un tetracampeonato en Sub-15.
En diciembre de 2010, la Sub-20 crema, logró endosar una goleada histórica al rival de siempre, Municipal. La final del Apertura 2010, terminó 11-1 a favor de los albos. El ahora jugador de Comunicaciones, Bryan Ordóñez, anotó seis goles en aquella final. Siendo la base de la primera y única selección mundialista para Guatemala (Sub-20 Colombia 2011). Jugadores mundialistas como Javier del Águila, Marvin Ceballos, Kendel Herrarte, José Lemús, Eliás Vásquez y Mynor Padilla jugaron durante varios minutos en aquella final del fútbol base guatemalteco.
Momento trágico también el que sufrió la categoría sub-20 en junio de 2012, cuando el eterno rival, Municipal, le privó del ascenso a Segunda División luego de un partido caliente de ida y vuelta, los penales fueron el verdugo para el equipo dirigido por Willy Oliveira. Sin embargo, en la siguiente campaña derrotaron a todos sus rivales en el Apertura 2012, tan solo cayendo derrotados en una ocasión se coronaron bicampeones con gol de Jorge Vargas, quien días después debutaría en el primer equipo.
Jugadores como Martín Machón, José Manuel Contreras, Ricardo Jerez, Jairo Arreola han vestido las camisetas de las inferiores cremas. Actualmente encontramos varios nombres a tener en mente, tales como Marvin Ceballos, Paolo Ortiz, Jorge Vargas, Diego Lemus, Danilo García y Mynor Padilla, mundialistas Sub-20 en 2011.